# Hermandad Obrera de Acción Católica
La Hermandad Obrera de Acción Católica (Confrérie ou Fraternité ouvrière d’Action catholique, acronyme HOAC) est une organisation espagnole ouvrière d’apostolat laïc fondée en 1946 et relevant de l’Action catholique (AC).
La création de la HOAC s’inscrit dans le projet de l’Église espagnole de rechristianiser la société espagnole en mettant à profit la conjoncture propice de la période nationale-catholique de l’après-guerre, où l’Église faisait cause commune avec le régime franquiste. Partant du constat, d’une part, de l’échec de l’apostolat laïc et du syndicalisme chrétien d’avant-guerre (élitaires et intellectualistes, ou paternalistes) à combattre l’« apostasie » ouvrière et donc à ramener les classes laborieuses espagnoles dans le giron de l’Église, et, d’autre part, de l’inefficacité sur ce plan du syndicat corporatiste officiel et unique OSE, la hiérarchie catholique accepta de tolérer en son sein une section apostolique spécifiquement ouvrière, en infraction aux statuts de l’AC, supposée être unitaire, c’est-à-dire ne s’adresser qu’à l’ensemble de la communauté chrétienne, sans égard au milieu social. La crainte de la hiérarchie catholique que cette entorse ne produise une créature qui lui échapperait et compromettrait ses relations avec l’État franquiste allait bientôt se vérifier, lorsque le premier président (et figure tutélaire) de la HOAC, Guillermo Rovirosa, annonça vouloir mettre en œuvre une version « désembourgeoisée » de la doctrine sociale de l'Église, critiquait avec virulence le système capitaliste, certes tout en se déclarant hostile au communisme et en rejetant le concept de lutte des classes, et s’attela à faire de la HOAC une « université ouvrière », vouée, par un ensemble d’outils de formation à pédagogie active, à former des militants ouvriers chrétiens conscientisés et aptes à agir dans leur milieu. Loin de rejeter les cultures et idéologies ouvrières non chrétiennes antérieures, Rovirosa entendait opérer la synthèse entre conscience ouvrière et christianisme, et entre catholicisme et ouvriérisme, mettant à contribution à cette fin tous les modes d’action de la HOAC, dont — outre ses stages de formation — ses différentes publications (le journal ¡Tú!, les Bulletins, les Feuilles d’information, etc.), qui rendaient compte de l’actualité sociale et se faisaient l’écho des revendications ouvrières.
Peu à peu, les structures de la HOAC servirent de plateforme politique et syndicale clandestine aux militants ouvriers de divers horizons (notoirement aux Commissions ouvrières), permettant ainsi au mouvement ouvrier espagnol, totalement démantelé après la Guerre civile, de se reconstruire sous le franquisme. Cet engagement temporel de la HOAC, conduisant des militants à s’impliquer dans les conflits sociaux des décennies 1950 et 1960, ne laissait pas d’inquiéter la hiérarchie catholique (qui rechignait à faire siennes les préceptes conciliaires, comme elle avait renâclé à tirer toutes les conséquences de la doctrine sociale de l’Église) autant que le régime et l’AC elle-même (dont quelques membres éminents œuvraient à faire de la HOAC l’un des piliers de la démocratie chrétienne dont on escomptait le proche avènement), et valut à la HOAC, désormais privée de la protection de l’Église, une série de lourdes amendes, de saisies ou d’interdictions de publications, de destitutions (dont celle de Rovirosa lui-même, en 1957), voire d’incarcérations de militants. Les tensions internes (entre temporalistes et ceux qui estimaient que la mission de la HOAC devait se cantonner à évangéliser et à « former des hommes chrétiens ») étaient la cause de crises à répétition et surtout d’une démobilisation des militants hoacistes, se traduisant par une forte baisse des affiliations. Après la Transition démocratique, le rôle de supplétif syndical et politique de la HOAC allait se dissiper par suite de la légalisation des partis et des syndicats, mais la HOAC a maintenu inchangées jusqu’à aujourd’hui (2023) ses anciennes modalités d’action.

## Contexte historique
Sous la République (1931-1936), le syndicalisme catholique, sous les espèces de la Confederación Nacional Católico-Agraria (littér. Confédération nationale catholico-agraire, acronyme CONCA), avait, en misant sur la tradition et la mentalité religieuses, collaboré à consolider un système idéologique conservateur, notamment par son soutien électoral. Par sa nature mixte (religieuse et matérielle, mais en donnant la priorité au religieux), par son positionnement antisocialiste et contre-révolutionnaire, et par son aspiration à instaurer l’harmonie entre les classes sociales par la prééminence de la religion, le syndicalisme catholique avait été en butte aux syndicalismes socialiste et anarchiste.
Pendant la Guerre civile, la hiérarchie ecclésiastique avait pleinement souscrit à la pastorale collective de juillet 1937 ; pendant et après le conflit, tant le clergé que les évêques avaient apporté leur appui au soulèvement contre la République, s’étaient identifiés aux idéaux de la « Croisade » supposés avoir inspiré l’insurrection militaire du 18 juillet 1936, et avaient concouru à mythifier la figure de Franco.
Après la Seconde Guerre mondiale, l’Espagne, sanctionnée par l’ONU et isolée internationalement, vivait ses moments les plus difficiles. La perspective possible d’un basculement politique incita le cardinal Pla i Deniel à regrouper l’ensemble des forces catholiques, sous la stricte obédience de la hiérarchie de l’Église, pour préparer l’avènement du modèle politique souhaité, à savoir la Démocratie chrétienne à l’Italienne, modèle porté également par une large base syndicale capable de faire barrage à la gauche.
L’année 1946, où fut fondée la HOAC, coïncide, dans le domaine politique, à l’abandon progressif des formes fascistes par le régime franquiste et à la nomination d’un nouveau gouvernement placé sous le signe du national-catholicisme, et sur le plan socio-économique, à l’adoption d’une politique d’autarcie, marquée par le rationnement et le marché noir. L’Église espagnole, restaurée dans ses anciens privilèges et engagée aux côtés du régime, s’employait désormais à bâtir une « Espagne nouvelle », intransigeamment catholique, en exaltant une piété des plus baroques et en appliquant des méthodes d’apostolat traditionnelles et archaïques. Les années d’anticléricalisme et de confrontation ouverte sous la République avaient ainsi cédé le pas pour l’Église espagnole à un climat protecteur offert par le régime franquiste, en l’absence de tout mouvement ouvrier ou d’organisation syndicale.
La désignation du catholique Alberto Martín-Artajo au poste de ministre des Affaires étrangères — avec l’approbation du primat d’Espagne, le cardinal Pla i Deniel — ouvrait une voie diplomatique propre à faire accueillir le régime de Franco dans l’Europe démocrate chrétienne alors en gestation et qu’incarnait en Espagne un groupe de personnages liés à l’Action catholique estudiantine Pax Romana, structure destinée à favoriser la création de liens entre les étudiants catholiques du monde et leurs organisations. La participation de Martín-Artajo au gouvernement suscita cependant le malaise dans les rangs de l’association ACNdP, voire une réprobation ouverte de la part de quelques-uns de ses membres, tels que Manuel Giménez Fernández et Gil-Robles, ce qui provoqua une scission dans ladite association à partir de 1945, année où débutait la collaboration d’une certaine fraction du catholicisme espagnol avec la dictature. Lors de cette collaboration, qui allait se prolonger jusqu’en 1956, l’ACNdP projetait de libéraliser modérément le régime de l’intérieur dans un sens démocrate chrétien, ce qui devait se heurter d’une part aux nouvelles valeurs portées par les démocrates chrétiens européens, et d’autre part aussi aux intentions véritables du régime, qui étaient de gagner du temps jusqu’à l’arrivée d’une conjoncture internationale qui lui soit favorable.
Le premier objectif de la politique extérieure de Martín-Artajo était de trouver des appuis susceptibles de mettre fin à l’isolement de l’Espagne, en se présentant devant les puissances victorieuses comme un homme politique catholique et anticommuniste, tout en neutralisant autant que possible l’opposition républicaine, alors fort active. Il prit à tâche d’établir des liens avec les mouvements catholiques européens, dans une tentative d’obtenir l’appui du Vatican, et à cet effet mit notamment à contribution les structures de Pax Romana, passerelle avantageuse vers l’Europe et forum international où de jeunes politiciens espagnols avaient le loisir d’expliquer la position du vaste groupe de catholiques non phalangistes et leurs rapports avec le régime franquiste, et seule capable de rétablir les liens du ministère des Affaires étrangères espagnol avec l’Europe et, surtout, avec le Vatican. L’Espagne sut obtenir que le Congrès de Pax Romana se tienne en juin 1946 à Salamanque et à Escorial, ; ce congrès, auquel assistaient 300 délégués de 35 pays, fut l’occasion pour les intellectuels catholiques espagnols d’exposer leurs thèses sur l’État et la démocratie chrétienne, en accord avec le projet de Franco de présenter l’Espagne, pour les besoins d’une nécessaire ouverture internationale, comme héraut de l’Europe occidentale face à l’expansionnisme soviétique. De la même façon, l’existence de personnalités politiques catholiques liées à Action catholique espagnole (ci-après désignée par ACE) facilitait la participation de membres des mouvements apostoliques d’ACE aux forums catholiques internationaux.
Dans l’immédiat après-guerre mondiale, le pape Pie XII avait alerté l’évêque Pla y Deniel sur la précarité du régime franquiste et l’avait pressé de redoubler d’efforts pour rapprocher l’Église espagnole de la classe ouvrière. Auparavant, sous la République, l’ACNdP, porteuse d’un ambitieux projet de refondation de l’ACE, avait mis en application la recommandation pontificale sur l’« apostolat des ouvriers par les ouvriers » et créa l’ISO, adaptation de ses Cercles d’études (modalité de formation de l’ACNdP), destinée à faire advenir une élite ouvrière catholique capable de rénover le syndicalisme ouvrier catholique en crise ; mais l’anticléricalisme populaire qui s’était manifesté pendant la Guerre civile, signant l’échec du catholicisme social d’avant 1936, commandait que ce dernier soit rénové et que les refondateurs d’Action catholique évitent de répéter les erreurs de la période républicaine.
L’issue de la Guerre civile avait entraîné la désarticulation du tout le mouvement ouvrier organisé et instauré le monopole syndical d’État, sous la forme du syndicat vertical unique OSE, dans lequel les syndicats catholiques avaient également dû se laisser absorber. Sur ce point, la hiérarchie catholique et certains organes d’opinion ne dissimulaient pas leur mécontentement en voyant les autorités franquistes démanteler toutes les autres organisations syndicales, y compris celles procédant de l’Église, en s'autorisant pour cela de l’étiquette « catholique » endossée par l’OSE. Mais, tandis que les assesseurs religieux siégeaient dans les syndicats officiels pour s’assurer que l’orthodoxie religieuse y était respectée, ACE allait se configurer comme plateforme associative et expérimenter de nouvelles voies de participation sociale. Ainsi l’Église allait-elle offrir la possibilité de constituer un mouvement ouvrier qui soit indépendant du syndicat vertical, avec l’avantage de se trouver sous l’égide d’AC, dont les publications n’étaient pas soumises à la censure civile,.

## Fondation

### De l’Action catholiquegénéralisteà laspécialisation
Au sortir de la Guerre civile, un point crucial pour l’Action catholique espagnole (ACE) concernait l’opportunité de renoncer à son positionnement généraliste (c’est-à-dire s’adressant à tous les individus, sans égard à leur âge, leur sexe ou leur classe sociale) au profit d’un modèle dit spécialisé (acceptant une subdivision de l’organisation en « branches » particulières, notamment ouvrière).
Dans un premier temps, le principal souci des dirigeants (conseillers) de l’ACE était de défendre la légitimité du nouveau parti unique et de s’assurer de la compatibilité de l’AC, plus particulièrement de sa section de jeunesse, avec ce parti. Les nouveaux statuts de 1939, adoptés après la Guerre civile et significativement différents de ceux de 1932, répondaient à la nécessité de se mouler sur le nouveau régime politique et prévoyaient en particulier une réduction de l’autonomie de ses militants laïcs, en leur prescrivant une stricte obéissance à la hiérarchie catholique, en proscrivant toute activité sociale ou politique autonome qui serait distincte de celle officielle, et en liquidant les anciennes organisations syndicales et professionnelles catholiques, comme les Étudiants catholiques, fondés sous l’égide de l’ACNdP, et la Confédération catholique agraire, organisations qui furent toutes dissoutes et intégrées dans les organisations officielles franquistes, à savoir le SEU et le syndicat vertical OSE.
La « spécialisation » ouvrière d’ACE, qui remontait à la Seconde République et dont l’idée affleurait comme possibilité dès les statuts de 1939, trouve son origine en premier lieu dans les expériences menées en Italie, en Belgique et en France. Au contraire du modèle espagnol d’AC et de ses rigidités, celui prévalant dans ces pays, où l’AC jouissait d’une implantation plus importante et d’un meilleur fonctionnement, traversait alors une phase de rénovation et tendait à admettre un apostolat laïc diversifié en fonction du secteur social. Dès les années 1920, le cardinal Cardijn s’était écarté du modèle unitaire, généraliste et uniforme d’AC, en préconisant une « coordination unificatrice (et non uniformisante) au sein de la communauté paroissiale, diocésaine et ecclésiale [...] [une] AC essentiellement spécialisée et complémentaire ». Ce modèle nouveau, quoique intégré encore dans l’organigramme généraliste de l’AC, allait s’incarner de plus en plus dans la réalité ouvrière en se démarquant progressivement du caractère bourgeois et élitiste d’AC.
Cependant, les premières tentatives entreprises en Espagne dans les années 1930 d’introduire la spécialisation ouvrière dans les branches de jeunesse, tentatives s’inscrivant dans la conjoncture républicaine et ayant abouti uniquement dans les villes de Barcelone et Valladolid, souffraient encore du caractère centraliste, clérical, élitiste et prioritairement pieux qui caractérisait les branches générales, témoin le fait que les Jeunesses d’AC elles-mêmes faisaient opposition à la démarche de spécialisation en arguant que celle-ci n’aurait d’autre effet que de « diviser ». Avant la Guerre civile, évêques et conseillers d’ACE privilégiaient avant tout, dans leur optique élitiste d’alors, les objectifs de piété et la formation de futurs dirigeants.
L’Espagne avait donc connu un modèle d’apostolat laïc fort différent de celui des autres pays européens, avec, dans le cas espagnol, un fossé béant entre Église et classe ouvrière, ce que devaient illustrer les persécutions religieuses dans la zone républicaine durant la Guerre civile. Cette séparation était notoirement le fruit de l’attitude de quelques syndicats catholiques qui, sauf exception, prêchaient l’antisocialisme et se focalisaient presque entièrement sur l’aspect spirituel, en affichant leur dédain pour la culture et les idéologies du mouvement ouvrier. Ce qui était perçu comme un positionnement jaune (en espagnol amarillismo, de amarillo, jaune) de ces syndicats ne fut pas propice au rapprochement entre Église et classes laborieuses. Il apparaissait donc évident que dans l’après-guerre civile ni l’AC, ni le modèle d’action sociale catholique alors en vigueur ne seraient en mesure de réaliser la rechristianisation souhaitée par la hiérarchie ecclésiastique ; en regard, le succès obtenu dans d’autres pays européens incitait à recourir à des instruments plus efficaces.
L’influence de la Jeunesse ouvrière chrétienne (JOC) et le constat d’inefficacité du national-syndicalisme officiel à rechristianiser les masses laborieuses poussèrent à lancer une série de tentatives qui, sans préjudice de la rigidité des statuts de 1939, allaient préparer à partir de 1940 la voie à la « spécialisation ». De fait, les prélats, en vertu desdits statuts, laissaient la porte ouverte à un modèle à mi-chemin entre l’AC unitaire et une AC spécialisée ; en effet, l’article 6e desdits statuts, faisant partiellement droit aux désirs de Pie XI, autorisait la création de centres spécialisés dans le cadre rigide et hiérarchique de l’organigramme général. D’autre part, la consigne pontificale est à situer dans la perspective d’une disparition prochaine de l’État nouveau implanté en Espagne ; aussi longtemps qu’il n’y aurait pas de liberté syndicale, le rôle de l’organisation ouvrière catholique en gestation consisterait à préparer ses membres à un lendemain démocratique, que les prévisions du Vatican supposaient proche. Le souvenir du catholicisme social, en particulier dans les campagnes de la Vieille-Castille, fut un incitatif de plus pour la hiérarchie ecclésiastique — vivement désireuse de rechristianiser l’immense masse des ouvriers, entraînée alors dans un processus accéléré de « déchristianisation » — de ne pas mettre d’entraves à une initiative sociale d’AC.
Au début des années 1940, une certaine spécialisation fut introduite dans les centres paroissiaux, sous la direction d’un secrétariat doicésain ressortissant à son tour au Conseil diocésain de son secteur. Ainsi allait-on créer en 1940 des secrétariats ouvriers dans les branches adultes et de jeunesse, et allaient naître en 1941 les Confréries ferroviaires (Hermandades Ferroviarias) ; l’année suivante, quelques diocèses s’avisaient à leur tour de la convenance de centres spécialisés. Des conseillers de plusieurs Centres ouvriers convoquaient des réunions pour discuter d’un nouveau type d’apostolat laïc prôné par des militants d’ACE.
La conférence épiscopale de novembre 1946, examinant le sujet de la « spécialisation », évoqua à présent la possibilité de reconstruire l’ancien syndicalisme catholique sur la base d’organisations spécialisées. La spécialisation ouvrière fit ainsi son apparition en Espagne au moment où Franco, désireux de redorer l’image de son régime, avait décidé de réduire l’influence phalangiste et d’admettre des catholiques dans son gouvernement. D’autre part, il était notoire que le succès de la Démocratie chrétienne, alors florissante en Italie, était pour une grande part tributaire de l’appui syndical des Associations chrétiennes des travailleurs italiens (ACLI), composées de travailleurs chrétiens.
En mai 1947, la revue Ecclesia publia, à titre d’essai, après avoir colligé l’ensemble des expériences tentées depuis 1940, les Normes générales régissant la spécialisation ouvrière d’ACE. Examinées et retouchées pendant l’Assemblée générale des membres du conseil de direction tenue en septembre, les normes définitives recommandaient aux Conseils supérieurs des quatre branches de convertir les Secrétariats ouvriers en Commissions nationales, processus supervisé par les Conseils et le Comité technique d’ACE, de sorte que les accords ainsi pris n’aillent pas à l’encontre des directives générales. D’une application restreinte dans les statuts de 1946, la « spécialisation » au sein d’ACE allait connaître plus tard une diffusion plus large grâce à une réforme statutaire préparée au milieu de la décennie 1950 et approuvée par la hiérarchie catholique à la fin de 1959.
L’opportunité de la « spécialisation » avait été affirmée à diverses occasions par Alberto Bonet, alors secrétaire de la Direction centrale d’ACE. Il s’agissait de tracer une voie nouvelle capable de dépasser les médiocres résultats obtenus dans le passé par les organisations ouvrières catholiques en Espagne. En ce sens, le précepte d’« évangélisation par les égaux » impliquait de s’adapter aux conditions du milieu ciblé afin de mieux le « capter » et le piloter, de rompre avec les pratiques du passé et de rénover l’ACE, fortement hiérarchisée et pyramidale. Cependant, la spécialisation par branches comportait le péril d’une fragmentation de l’organisation, à telle enseigne que le point no 1 des Normes générales régissant la spécialisation ouvrière d’ACE stipulait catégoriquement : 
1. La spécialisation ouvrière, de même que celle universitaire, patronale ou toute autre qu’il conviendra d’établir, se déploiera au sein de l’Action catholique espagnole, sans préjudice de l’unité de celle-ci, à l’intérieur de ses quatre Branches, conformément aux principes formulés dans ses statuts actuels et dans ses règlements généraux.
2. La spécialisation ouvrière doit pourvoir aux besoins spirituels des quatre grands secteurs du peuple travailleur : les jeunes gens, les jeunes filles, les hommes et les femmes.
En 1946, sur les instances de Pie XII, l’épiscopat espagnol prit le parti de mettre sur pied deux organisations spécifiquement ouvrières au sein d’ACE, à savoir la JOC (masculine et féminine) et la HOAC (idem). L’objectif était de recatholiciser la grande masse de travailleurs qui s’était éloignée de l’Église, en exploitant dans ce but les avantages qu’offrait un régime officiellement catholique et se donnant pour intransigeant avec « les ennemis de la Religion et de la Patrie ». Cette démarche de recatholicisation par le biais de la « spécialisation » ouvrière était favorisé par des facteurs extérieurs, en particulier l’influence du jocisme belge et français, et internes, notamment le scepticisme des évêques espagnols quant à l’efficacité du national-syndicalisme officiel à opérer une rechristianisation effective. La reconnaissance de la spécialisation ouvrière et universitaire en 1946, concomitamment à l’accession au gouvernement d’Artajo, avait donc constitué une prémisse déterminante à la fondation de la HOAC.
L’apparition des mouvements apostoliques laïcs spécialisés s’explique ainsi par la volonté de conjuguer des intérêts de différente nature : d’une part celui d’évangéliser et de rechristianiser des secteurs de la population traditionnellement délaissés, d’autre part celui de doter l’Église d’Espagne d’organisations susceptibles, à court ou moyen terme, de faire office de base ouvrière et syndicale à d’éventuels partis démocrates chrétiens. La nouvelle situation européenne commandait aussi de former des dirigeants ouvriers, ce qui nécessitait des organisations catholiques à implantation sociale plus large.
Les nouvelles organisations apostoliques HOAC et Juventud Obrera de AC (littér. Jeunesse ouvrière d’Action catholique, acronyme JOAC, progressivement intégrée dans le mouvement international de la JOC), présentaient une tendance ouvriériste marquée et allaient se développer avec l’intention expresse de ne pas retomber dans les vieux cadres paternalistes, auxquels était imputé l’échec du catholicisme social d’avant la Guerre civile.
Il est à souligner que l’ACE des années 1940 et même 1950, encore sous la domination de l’ACNdP, fut l’un des acteurs principaux dans le projet national-catholique du régime, projet qui apparaissait à la hiérarchie catholique comme l’occasion unique de recatholiciser intégralement l’Espagne.

### Fondation officielle
L’origine des mouvements apostoliques ouvriers de l’ACE (à savoir l’HOAC, la JOAC, et les équivalents féminins HOACF et JOFAC) est à situer dans la visite ad limina faite à Pie XII par l’épiscopat espagnol en 1946. Dans le contexte d’isolement international de l’Espagne et de la situation difficile de l’après-guerre, marquée par l’absence de liberté, la répression politique et la misère économique, Pie XII fit part au primat d’Espagne nouvellement nommé Enrique Pla y Deniel de sa préoccupation quant à la possibilité d’une reprise de la guerre en Espagne. L’Église espagnole — qui jusque-là ne s’était pas montrée très sensible à la problématique du monde ouvrier, ce qui laissait la voie libre à toute idéologie non chrétienne — s’avisait à présent de la nécessité de faire face à la situation nouvelle du pays.
En 1946, toutes les conditions nécessaires se trouvaient enfin réunies pour la naissance de la HOAC, à savoir : l’obsession de rechristianisation de la hiérarchie ecclésiastique, le souci que lui causait l’« apostasie des masses ouvrières », son choix en faveur d’un « apostolat par les égaux », la déception devant l’inefficacité du national-syndicalisme, et l’engagement personnel d’une série de personnalités (en ce compris Pla i Deniel) devenues en peu de temps des pièces maîtresses du projet. En forgeant, à titre de recommandation et directive pastorale, la formule « l’apostolat des égaux par les égaux », Pie XI avait auparavant consacré le modèle de la JOC,, laquelle, auréolée de ses résultats en Belgique et en France, faisait figure pour les évêques de principal modèle de référence. Mais ceux-ci l’envisageaient aussi comme des ACLI à l’espagnole, c’est-à-dire comme la base syndicale d’une future démocratie chrétienne,,. Les ACLI, fortement liées à la démocratie chrétienne dans l’Italie récemment libérée, s’étaient constituées dans la difficile situation de l’après-guerre. Leurs militants, convaincus que le meilleur service à rendre à la classe ouvrière était d’œuvrer pour l’unité syndicale, avaient renoncé à créer des syndicats libres d’inspiration chrétienne, et s’étaient intégrés dans la Confédération générale italienne du travail (CGIL), aux côtés de militants communistes, socialistes et républicains. Pour la hiérarchie catholique espagnole, les ACLI allaient figurer comme exemple à suivre, mais à l’intérieur de la structure d’AC, pour prévenir les réticences ou la mainmise des phalangistes. Aussi la hiérarchie ecclésiastique accueillit-elle avec faveur l’initiative de création de l’HOAC, projet qui était donc dès son origine l’œuvre des évêques, dans l’esprit de la phase national-catholique du franquisme, et auquel se sont joints des laïcs.
La HOAC fut finalement fondée fin octobre 1946, comme une AC ouvrière pour adultes, hommes et femmes, sous la direction et la tutelle des dirigeants d’AC, mais avec le ferme dessein de créer une organisation autonome et strictement ouvrière. Elle réunissait en elle quelques-unes des caractéristiques propres au mouvement syndical antérieur, catholique et de classe.
La HOAC allait bientôt bénéficier d’un collaborateur exceptionnel, Guillermo Rovirosa, qui allait animer le mouvement depuis ses premiers pas et jusqu’à la fin des années 1950.

## Philosophie & objectifs

### Antécédents historiques: catholicisme social, JOC, ACNdP et ISO
Le catholicisme social en Espagne s’était donné pour but de reconquérir le peuple en formant les ouvriers aux valeurs chrétiennes opposées au socialisme. Les premiers modèles de formation ouvrière, apparus dans le dernier quart du XIXe siècle sous les espèces des Cercles catholiques ouvriers et de ses patronages, correspondaient à un modèle éducatif paternaliste dirigé depuis le haut. Plus tard, au lendemain de la parution de l’encyclique Rerum Novarum en 1891, et parallèlement à une remise en question du paternalisme au sein même des Cercles et des syndicats mixtes, allait se faire jour la nécessité de former des élites ouvrières capables de diriger leurs propres syndicats et organisations, et faire son apparition, au détriment des conférences et cours traditionnels, le Cercle d’études comme méthode de formation coopérative et participative, dangereusement démocratique selon la perception pontificale de Pie X, lequel avait déjà condamné le Sillon en 1912. Les années 1920 voient la fondation de la Jeunesse ouvrière chrétienne (JOC) et l’introduction de « l’enquête » comme méthode de formation.
En Espagne, ce modèle trouva à s’incarner dans deux institutions distinctes : d’abord dans l’Institut social ouvrier (ISO), fondé en 1932 par l’ANCdP, dans le contexte anticlérical de la Seconde République, puis dans la HOAC, fondée dans le contexte favorable de la phase national-catholique du franquisme. Ces deux institutions, partaient du même constat de « l’apostasie » des masses laborieuses, et répondaient aux mêmes objectifs, à savoir leur reconquête, à réaliser par des dirigeants qui seraient eux-mêmes ouvriers, mais qui s’opposaient sur tout le reste : l’appréciation du mouvement ouvrier, l’interprétation de la doctrine sociale de l'Église dans l’environnement capitaliste, la méthode à employer (cours magistral contre auto-apprentissage par « l’enquête »), et le type de propagandiste ou de militant ouvrier chrétien à former.

### Apostolat laïc de l’après-guerre: l’Action catholique
Dans l’Espagne de l’après-guerre, la mission de rechristianisation fut principalement assumée par Action catholique (AC), organisation laïque au prosélytisme marqué et se caractérisant par une activité pastorale de conquête. Appuyée par la hiérarchie catholique, elle s’était donné pour but prioritaire de parvenir à une expansion maximale dans chacune de ses quatre « branches » (jeunes gens, jeunes filles, hommes, femmes) et d’accroître ainsi le nombre de ses affiliés. Elle réussit durant la phase nationale-catholique du franquisme à mettre sur pied quantité de centres en Espagne et de gagner nombre d’adhérents, surtout dans les branches de jeunesse, à l’égal de l’expansion religieuse quantitative typique de l’après-guerre espagnole.
L’Église défendait la thèse selon laquelle la religion catholique est la base et la garantie de l’harmonie sociale. Dans la pensée nationale-catholique, la consubstantialité de l’Église et de la patrie est fondée sur la primauté de la première sur toute autre institution, d’où il ressort que chaque tendance totalitaire doit être rejetée, que l’Église seule peut, et doit — certes avec la collaboration de l’État —, christianiser la société et mettre un terme à la lutte des classes, et que la tâche de recatholiciser le monde du travail est une compétence qui incombe prioritairement à l’Église. Selon les vues de celle-ci, une fois obtenue l’autonomie de l’AC, strictement limitée au domaine du religieux, l’objectif subséquent sera d’orienter l’action pastorale directement sur la classe ouvrière, afin de combattre l’« apostasie des masses » et de les reconquérir, tâche facilitée, d’après les évêques, par la relation Église-État prévalant alors en Espagne. C’est pourquoi l’AC, y compris les mouvements spécialisés qui la composent, devra strictement se soumettre à la « plus haute direction » de l’Église. Du reste, les dirigeants d’AC reconnaissaient l’échec général du catholicisme social dans le prolétariat urbain.

### Rechristianisation ouvrière: vision de la HOAC
La différence entre l’ISO d’avant guerre, créature de l’ACNdP, et la HOAC ne portait pas seulement sur la méthode, mais aussi sur la façon de penser la réponse chrétienne à la lutte ouvrière et syndicale. L’ISO tendait à une intégration réformiste dans l’économie capitaliste, alors que la HOAC allait plus tard entreprendre une critique ouvrière radicale des valeurs capitalistes. Si, dans chacune des deux propositions, il s’agissait d’évangéliser le monde ouvrier depuis la base, « par des égaux », l’un des modèles (l’ISO) impliquait de former des dirigeants (propagandistes) en quelque sorte séparés socialement et idéologiquement de leur milieu d’origine, tandis que l’autre (la HOAC) s’employait à former des militants ouvriers chrétiens sans pour autant que ceux-ci répudient les mentalités de leur milieu. Le travail missionnaire de la HOAC allait donc consister en premier lieu à parvenir à une assimilation chrétienne de la culture ouvrière (par un dialogue critique entre les cultures ouvrière et chrétienne) et ainsi à une incorporation de la classe ouvrière à l’Église, mais non sous forme de croisade, ni de reconquête dont la finalité serait d’éliminer l’histoire antérieure de la classe ouvrière. Ce qui par conséquent caractérise la HOAC est sa prise de distance vis-à-vis de l’ouvriérisme catholique traditionnel, et ses efforts pour prendre aussi en considération, en accord avec son propos missionnaire, les constantes historiques du mouvement ouvrier non chrétien. En effet, à la différence du syndicalisme catholique antérieur, l’HOAC n’ambitionnait pas de regagner les ouvriers à l’Église en tirant un trait sur leur culture et idéologie propres, mais d’évangéliser la classe ouvrière en intégrant ces deux éléments, foi chrétienne et conscience ouvrière, en une synthèse dialectique nouvelle, où seraient récupérés tous les éléments propres à la culture ouvrière, moyennant qu’ils ne soient pas ouvertement anti-chrétiens, et en exploitant la capacité de la foi à revigorer et potentialiser la conscience et la lutte du mouvement ouvrier — synthèse cristallisée dans la devise « fidélité au Christ et à la classe ouvrière ».
La HOAC théorisa donc et mit en pratique le nécessaire dialogue critique et constructif entre le christianisme et les autres idéologies (nommément le marxisme et l’anarchisme, traditionnellement vus comme irréconciliables avec la foi chrétienne), soit entre l’Église et le « monde ». Cette assimilation de la culture ouvrière par la foi fera l’objet des réflexions théoriques approfondies de Tomás Malagón. En ce sens, le cursus de formation appelé Plan cyclique enseignait une lecture ouvriériste, critique, de la traditionnelle doctrine sociale de l'Église, dépouillée ici de ses éléments les plus paternalistes et tendant à une approche critique de la réalité, des aspirations et des revendications ouvrières. Il s’agissait de créer une mystique particulière, chrétienne et ouvrière a la fois, allant au rebours tant de l’interprétation traditionnelle, conservatrice ou bourgeoise, de la doctrine sociale de l’Église, que du matérialisme athée propre au marxisme.
En même temps, la HOAC était vue, par certains militants du moins, comme un mouvement susceptible d’être la base ouvrière et syndicale d’une future démocratie chrétienne espagnole, dans l’esprit et sur le moule des ACLI italiennes,.

### Statuts de la HOAC de 1947
Les statuts de la HOAC adoptés en 1947 recommandaient les activités suivantes aux nouvelles organisations spécialisées :
1. Diffuser dans les classes ouvrières « un haut idéal de conquête spirituelle du peuple pour le Christ et de conquête sociale d’un bien-être sain pour tous » ;
2. Réveiller chez les ouvriers l’esprit d’apostolat et de prosélytisme, dans le but de les attirer vers ces organisations ;
3. Réaliser, au moyen de livres, de brochures, de programmes, etc., la formation religieuse, morale et humaine des associés, « sans négliger les vertus humaines naturelles, dûment surnaturalisées » ;
4. Publier des périodiques ouvriers à caractère national, par voie d’abonnement ;
5. Organiser des cours, des journées de formation et des congrès pour la formation de dirigeants, ainsi que des campagnes sociales pour la « diffusion de saines doctrines aux masses populaires » ;
6. Orienter les organismes ouvriers diocésains et locaux quant à la façon de mettre sur pied des services utiles à leurs sociétaires et au peuple en général, tels que par exemple :
a) des services d’ordre religieux : « exercices spirituels pour ouvriers, retraites mensuelles, classes et conférences d’instruction religieuse et morale, messes à des heures appropriées aux cheminots, traminots et autres ouvriers ne pouvant pas suspendre leur travail, etc.» ;
a) des services d’ordre professionnel : « écoles d’apprentissage et d’aptitude professionnelle, offices de l’emploi, stimulation de l’épargne, mutualisme et coopérativisme, formation aux accidents du travail et rééducation des accidentés, défense de l’hygiène et de la moralité dans l’entourage, bureaux de conseil juridiques et sociaux, services de documentation, services de logement, aide aux sans-emploi volontaires » ;
c) des services d’ordre culturel : « Académies et classes de culture générale, comptabilité, dessin, mécanographie, langues vivantes, etc. ; salles de lecture et bibliothèques ambulantes, classes de musique et de chant [...] » ;
d) des services d’ordre récréatif : « Centres de réunion et de loisirs honorables, éducation physique, sports, excursions, colonies de vacances, etc. »
Cependant, la HOAC ne pouvait pas s’ériger en parti, ni en syndicat, à la fois pour des raisons légales, sous le régime de parti unique qu’était le franquisme, et de par sa nature de mouvement lié à l’Action Catholique espagnole (ACE) et investi d’une mission strictement apostolique. La rechristianisation par secteurs (adultes et jeunes, hommes et femmes, ouvriers, étudiants) de la société ne devait pas porter atteinte à l’obligatoire sujétion vis-à-vis de la hiérarchie, ni à l’unité d’ACE, les statuts stipulant la soumission de chacune des spécialisations aux structures de direction d’ACE.
Pourtant, le futur engagement « temporel » des dirigeants de la HOAC allait s’appuyer sur trois piliers :
- soutien aux militants à travers l’encadrement que leur offrait la formation technique, en particulier dans le champ syndical ;
- élaboration de rapports et de communiqués à l’intention de l’opinion publique, au titre des missions de diffusion dévolues à la HOAC, et en fonction des circonstances concrètes vécues par la classe ouvrière espagnole ;
- diffusion et information dans les milieux ouvriers, par le biais notamment des Hojas Informativas (littér. Feuilles d’information)[58].

Cela revenait à préparer, sous le bouclier d’ACE, la voie à la liberté syndicale, à la liberté d'expression et au droit à l'information, c’est-à-dire des libertés et des droits susceptibles de conduire à un changement social et politique, et par là contraires au régime franquiste. Ainsi, pour la première fois dans le catholicisme espagnol, allait peu à peu s’élaborer une culture politique chrétienne de gauche, destinée à jouer un rôle significatif dans la décennie 1970, c’est-à-dire dans la phase finale du franquisme et les débuts de la transition démocratique.

## Fonctionnement & organisation
Dans la structure de l’ACE, la HOAC jouissait d’importants avantages (propres membres siégeant dans les Conseils, publications sans censure de l’État, faculté de créer une organisation à l’échelle nationale avec une relative liberté de mouvement, etc.), mais aussi avec des limitations, comme le fait que dans les premiers temps les présidents et les conseillers nationaux devaient être nommés par les instances centrales d’ACE, ce qui allait avoir pour effet p. ex. que la HOAC aurait pour président un grand financier (en la personne de Santiago Corral) et verrait siéger au sein de son Conseil un aristocrate, futur précepteur du prince Juan Carlos (le prêtre et architecte Ignacio de Zulueta).

### Structures
Les premiers dirigeants de la HOAC Guillermo Rovirosa et Eugenio Merino mettaient davantage l’accent sur la spiritualité des militants que sur les aspects organisationnels de leur association. Si, à leurs yeux, l’infrastructure était assurément importante, c’est pourtant la mystique hoaciste qui primait, et tous deux avaient en outre une conception très souple et adaptative de leur organisation. La première structure mise en place en était une basée sur les Secrétariats et les Vocalías (comités de discussion), empruntés à l’ACE générale.
À l’échelle locale, la structure de base était en premier lieu le Centre HOAC, dont la mission était de préparer des prosélytes ouvriers laïcs à exercer efficacement leur apostolat en milieu ouvrier. Dans les Centres HOAC se tenaient hebdomadairement des réunions de formation, sous la dénomination de Cercles d’études, ainsi que les Réunions générales, souvent organisées conjointement avec les autres branches d’AC. Le Centre HOAC était par ailleurs tenu de réaliser une série de manifestations collectives de piété.
La cellule organisationnelle de base est l’équipe, petit groupe de 5 à 8 militants engagés dans l’action concrète, et où l’on partage vie, inclinations communes, biens et action. La HOAC se présentait comme une « grappe d’équipes », dont l’ensemble dans tel diocèse constituait la « communauté diocésienne ». Par leur caractère très soudé, et par nombre d’autres caractéristiques, ces équipes n’étaient pas sans rappeler les cellules communistes,. Il est vrai que selon Rovirosa, il n’est d’action plus efficace que celle entreprise en groupe, surtout quand l’élément de cohésion est la foi chrétienne. Chaque équipe, de même que chaque commission diocésaine, répartissait les responsabilités parmi ses membres, lesquelles consistaient en : représentation, engagement, formation, organisation et vie communautaire, animation de la foi, et diffusion (« propagation »).
Ensuite, en fonction du milieu où ladite action aurait à se déployer, d’autres instances d’organisation allaient progressivement se mettre en place.
Dans l’HOAC de la première phase, le terme de sociétaire (« socios ») désignait deux catégories de personnes : les adhérents et les militants. Les adhérents comprenaient les travailleurs qui, s’étant ralliés aux idéaux de l’organisation, cotisaient, achetaient les publications et assistaient aux Réunions générales. Quant aux sociétaires militants, ils assumaient des responsabilités dans l’organisation, assistaient aux réunions internes, et accomplissaient toutes leurs obligations réglementaires.
Ceux qui s’étaient laissé convaincre, la plupart du temps par un cours du soir, et s’étaient résolus à appartenir à l’organisation, y entraient en allant rejoindre une équipe d’initiation, tandis que ceux appartenant déjà à la HOAC constituaient leur respective équipe de militants, prêts à poursuivre leur formation et à parcourir intégralement le Plan cyclique. Ce dernier une fois achevé, ils allaient s’intégrer aux dénommées équipes spécialisées, qui pouvaient être vouées à tel secteur (equipo de ambiente) ou à l’exercice de l’activité d’influence (equipo de influencia). Ceux assignés à des missions de conquête et d’acquisition de nouveaux militants (captación) s’inséraient dans les dénommées équipes de conquête. Le travail de recrutement de nouveaux membres allait plus tard se spécialiser par secteur, donnant lieu au renommage des équipes de conquête en équipes d’entreprise, équipes de quartier ou équipes apostoliques. Les équipes étaient regroupées par diocèse et, dans quelques cas, par zone, l’ensemble de ces entités composant la HOAC générale.
L’organe suprême de la HOAC à l’échelon du diocèse était la Semaine diocésienne (Semana Diocesana, rebaptisée plus tard Asamblea, Assemblée), tandis que la plus haute instance de décision était la Semaine nationale, qui se réunissait une fois l’an dans un diocèse chaque fois différent, où étaient adoptées les orientations idéologiques et éducatives, et où le cursus, les responsabilités et le travail des organes représentatifs étaient évalués et planifiés pour l’année suivante.

## Actions

### Pratiques de dévotion et festivités
Parmi les principales solennités et cérémonies religieuses de la HOAC figurent les Heures saintes (Horas Santas) et les Retraites spirituelles (Retiros Espirituales), lesquelles visaient à renforcer l’esprit d’appartenance à l’organisation et à susciter des sentiments d’adhésion chez les nouveaux arrivants. Les retraites, organisées à côté de pratiques pieuses plus traditionnelles, étaient mises à profit par la HOAC pour mettre en jeu la technique de l’enquête (encuesta) et de glisser des références à la réalité sociologique du monde ouvrier español.
Une autre célébration, le Jour de la HOAC (Día de la HOAC), devenu en 1954 Jour de l’Action catholique ouvrière (Día de la Acción Católica Obrera, ACO), vint s’ajouter aux fêtes et commémorations de l’ACE générale déjà existantes et allait progressivement acquérir une signification différente de celle qui avait sous-tendu sa création. En effet, pensée initialement comme occasion de lancer une collecte de fonds nationale destinée à résorber le manque à gagner consécutif à la suspension du journal hoaciste ¡Tú!, la fête passa en 1955, sur les instances du Vatican, à se célébrer le 1er mai, fête du Travail, par quoi la fête acquit une portée rechristianisante et se présentait désormais comme alternative à la signification que lui donnait la gauche. À partir de la fin de la décennie 1950, le Jour de l’ACO cessa d’être une fête exclusivement nationale-catholique et allait constituer une journée d’affirmation ouvrière, fort appréciée par la classe travailleuse, mais étroitement surveillée par les autorités franquistes.

### Cours de formation
Véritable obsession dans les premières années de la HOAC, la formation de militants, vue comme la « colonne vertébrale » de la HOAC, faisait l’objet de tous les soins, la HOAC s’appliquant avant tout à consolider son Plan cyclique et autres outils de formation. De fait, le souci de donner une formation solide pour forger des militants ouvriers chrétiens devint la préoccupation prédominante dès les origines du mouvement, mais plus encore dans les années suivant la crise interne de 1951. C’est à Rovirosa que l’on doit la conception de la HOAC comme école de militants, plus spécifiquement de militants chrétiens, adultes, dotés d’une conscience responsable, « incarnés » dans la classe ouvrière, et appelés à y agir comme « levure ». Il y avait besoin d’une formation pour agir dans le monde à partir d’une conscience ouvrière chrétienne, mais sans pour autant aliéner le travailleur de son milieu, des siens et de sa culture, car c’est là qu’il lui incombait de faire œuvre d’évangélisation. Mais d’autre part, la nature apostolique de la HOAC lui interdisait de se transformer en un parti ou en un syndicat.

#### Cercles d’étudesetCours du soir
La 1re Semaine nationale avait insisté sur la nécessité de l’étude pour pouvoir accomplir adéquatement le travail apostolique. À cet effet, le Cercle d’études hebdomadaire était vu comme le cadre idoine, et la méthode à employer devait être celle de l’enquête (« encuesta »), empruntée à la JOC et adaptée par Rovirosa au militantisme adulte. Chaque mois étaient abordées trois thématiques — sociale, organisationnelle et doctrinale. S’appuyant sur le principe « voir, juger et agir », cette méthode active d’une part offrait une formation intégrale du militant et d’autre part exigeait de lui qu’il s’engage dans sa propre réalité ; selon Rovirosa lui-même :

« [La méthode de l’enquête] consiste à examiner, préalablement à la recherche ordonnée personnelle de chacun des élèves, un problème déterminé de la vie réelle et actuelle du travailleur, afin de le ramener à des solutions pratiques et concrètes destinées à l’action. Dans ce but, l’on utilisera, avec une fréquence maximale, graphiques, cartes, images et projections, ainsi que schémas et notices de simplification. La durée de la session ne devra pas être inférieure à trois quarts d’heure, ni dépasser une heure et demie, et sera subdivisée en au moins quatre parties, une consacrée à la formation doctrinale ; une autre consacrée à la formation à l’action ; et les deux restantes à l’information et à élever en conclusions définitives les accords sur les travaux réalisés. »

Les dénommés Cours du soir (Cursillos Nocturnos, ou simplement Cursillos) avaient pour principal objectif d’enseigner les fondements pratiques et méthodologiques et l’esprit de l’enquête, comme pédagogie active, pour se préparer au travail de groupe et construire une nouvelle conscience militante. Ils faisaient en outre comprendre l’importance de l’étude pour le monde ouvrier et poussaient les travailleurs vers l’autoformation intégrale et engagée, c’est-à-dire une voie jusque-là inédite et étrangère à l’atmosphère élitiste, paternaliste et désincarnée d’AC. Le programme conçu par Rovirosa était adapté à des ouvriers de faible culture et de formation chrétienne quasi inexistante. S’il comportait aussi une conférence ouverte à un auditoire plus important, il s’adressait surtout à un petit groupe de militants sélectionnés au préalable (une douzaine). Dans le travail ultérieur en équipe, l’esprit de l’enquête devait rester la référence constante.

#### Groupes ouvriers d’études sociales(GOES) etSemaine d’impact
La première expérience de Grupos Obreros de Estudios Sociales (littér. Groupes ouvriers d’études sociales, en abrégé GOES), idée lancée par Rovirosa, vit le jour en 1948. La formation dans les GOES se faisait par petits groupes de trois à cinq ouvriers chacun, suivant la méthode de l’enquête et en trois catégories de matières — civico-politiques, économiques et syndicales —, conformément aux schémas envoyés par la Commission nationale de la HOAC. Ces cellules d’étude étaient ouvertes, mettaient l’accent sur l’autoformation et traitaient de sujets tels que les conventions collectives, le syndicalisme considéré dans le cadre de la lutte ouvrière, les différentes idéologies irriguant le mouvement ouvrier, la Loi de bronze des salaires, le coopérativisme, la réforme de l’entreprise, etc.. En 1949, 45 GOES, véritables cellules de formation ouvrière spécialisée, étaient en activité dans toute l’Espagne et avaient pour organe de communication le Boletín de Militantes.
Les GOES allaient permettre de développer une forte identité ouvrière et chrétienne et de résister à l’influence marxiste et communiste. Dans les années 1960 en particulier, alors que la politique économique du franquisme avait changé de cap sous l’effet du Plan de stabilisation, conduisant à des fortes tensions sociales, les GOES jouèrent à nouveau un rôle de premier plan comme groupes d’analyse des problèmes sociaux du jour. Il s’agissait de faire évoluer une religiosité traditionnelle, eschatologique ou désincarnée (ne portant le regard que sur l’autre monde), ritualiste, individualiste, inconsciente et d’assistance, vers le social, c’est-à-dire vers la découverte critique d’une réalité sociale et ecclésiale « matérialiste » et vers un projet alternatif chrétien, transformation mentale à l’accomplissement de laquelle une nouvelle dynamique apostolique militante était nécessaire.
Au moyen des GOES, la HOAC (mais aussi la JOC et les Vanguardias Obreras) allait pouvoir remplir les fonctions normalement dévolues aux organisations ouvrières en démocratie, à savoir la formation et la diffusion de la conscience ouvrière, ainsi que le soutien logistique aux mobilisations ; cette mission dite de suppléance, qui était particulièrement importante dans l’Espagne franquiste du point de vue du mouvement ouvrier, alors essentiellement clandestin, ne laissait de susciter l’inquiétude et l’hostilité croissantes non seulement du gouvernement, mais également des autorités ecclésiastiques, au vu de la radicalisation ouvriériste de la HOAC et de l’implication croissante de ses militants dans les luttes syndicales et politiques. Le Comité technique d’ACE ainsi que son conseiller national Enrique Valcarce voyaient également avec méfiance un projet qui risquait de déboucher sur un groupement politique ou syndical.
À destination des femmes, la HOAC avait prévu la Semaine d’impact, semaine d’exercices dont l’outil de base était là aussi l’Enquête et qui mettait en œuvre des méthodes et techniques des Exercices spirituels. Conçue en 1958 par Pilar Bellosillo et Tomás Malagón, la Semaine d’impact visait à créer chez la femme espagnole une conscience sociale nouvelle, destinée à remplacer la conscience traditionnelle, caritative et d’assistance,. Pour obtenir cet effet, les participantes suivaient des cours intensifs de trois jours, en internat, dans un isolement complet vis-à-vis de l’extérieur.
Un autre projet de l’ACE ouvrière, auquel la HOAC s’était attelée de bonne heure, concernait la formation de séminaristes dans l’esprit de la nouvelle pédagogie active, au moyen de la création dans les séminaires de « groupes de Jésus-Ouvrier » (grupos de Jesús Obrero), complétée dans les années 1960 par les Semaines de pastorale sociale, destinées à la formation de prêtres en vue de la nouvelle pastorale missionnaire dans les mondes ouvrier et rural.

#### Plan cycliqueetCours apostolique
Les projets précédents (Cours du soir, GOES, etc.) avaient jeté les fondations de ce qui allait être à partir de 1953-55 le noyau de la HOAC, à savoir le Plan cyclique, nouvelle démarche de la HOAC introduite sous la présidence de Manuel Castañón (1949-1958), et dont le but était, selon la formulation de l’historienne Basilisa López, d’offrir « une formation en vue de l’action dans laquelle un rôle actif serait garanti pour l’ouvrier et qui s’appuierait sur une méthodologie active »,,. Le Plan cyclique était un plan systématique de formation de militants ouvriers chrétiens sur trois ans, reposant sur l’analyse de questions doctrinales, religieuses et sociales ; il constitue une étude méthodique et systématique de la foi chrétienne et de ses implications personnelles, familiales, professionnelles, sociales et politiques, à la lumière du Nouveau Testament et de la doctrine sociale de l'Église. Mis en place en 1953, le Plan cyclique était le fruit de la collaboration intellectuelle entre Guillermo Rovirosa et le prêtre Tomás Malagón, ce dernier nommé conseiller national de la HOAC en 1954. Malagón, dont l’arrivée à Madrid fut déterminante pour la configuration ultérieure de la HOAC, avait été  mobilisé dans les troupes républicaines pendant la Guerre civile, par quoi il lui avait été donné d’entrer en contact direct avec quelques grands exposants du mouvement ouvrier espagnol. Doté d’une solide formation théologique et philosophique, il entreprit, en collaboration avec Rovirosa, de concevoir et de planifier une formation de base ayant pour objectif d’implanter la foi chrétienne dans le milieu ouvrier. C’est Malagón qui se chargeait d’articuler théologiquement et doctrinalement tout ce dont Rovirosa avait eu l’intuition. Sa hardiesse sur ce plan lui vaudra de se voir promptement opposer le holà par la hiérarchie ecclésiastique, avant d’être destitué. Néanmoins, sa théologie sociale autant que sa méthode d’évangélisation basée sur le dialogue entre foi et conscience ouvrière avaient eu le temps de faire souche dans la HOAC et continueront à se propager par le biais de la maison d'édition militante ZYX, où Malagón allait poursuivre son œuvre.
Le Plan cyclique s’échelonnait sur trois ans et donnait à étudier 36 thèmes cycliquement exposés et analysés. Désormais beaucoup mieux systématisées, les enquêtes se penchaient sur tous les aspects de la vie militante, personnelle et institutionnelle, pendant que le Plan était orienté sur l’action et sur l’engagement personnel et allait à partir de la fin des années 1950 développer une intense activité. Le Plan cyclique s’appuyait donc lui aussi sur la méthode de l’enquête, laquelle consistait en une pédagogie active, participative et coopérative, dirigée sur l’action, personnelle et en équipe, des militants, où c’était également cette action qui servait d’étalon de mesure pour jauger le bon fonctionnement de l’organisation. Selon un mot célèbre de Rovirosa, la HOAC ne serait pas « une organisation destinée à faire des choses, mais à faire des hommes qui fassent des choses ». À chaque étape étaient abordés les trois niveaux du Voir, Juger, Agir, selon la méthode développée par la JOC. Mais contrairement à la Révision de vie pratiquée dans la JOC et dans les autres mouvements spécialisés, l’enquête au sens de la HOAC se présentait toujours, dans ses différentes étapes, comme un cheminement défini au préalable et structuré.
Le Plan cyclique transforma, selon les vœux de Rovirosa, la HOAC en « université ouvrière » et en « école de militants ». Le Plan apportait une formation intégrale, exempte de dirigismes, en érigeant l’apprenant en acteur de son processus de formation et en poussant à l’extrême la pédagogie active, c’est-à-dire centrée sur l’action. Les enseignements, dispensés selon la méthodologie de l’enquête, visaient à aboutir à un engagement concret et révisable, se déployant à tous niveaux, personnel, structurel et institutionnel. Le déroulement du Plan cyclique était périodiquement mis à jour par la HOAC.
Le Cours apostolique, deuxième outil de la « colonne vertébrale », en vogue à partir de 1956, avait pour objectif de recruter (« capter ») de futurs militants et de les faire parcourir ensuite toutes les années du Plan cyclique. Ces cours, dispensés pendant cinq jours en internat, étaient dirigés par un prêtre, un militant laïc et une autre personne encore figurant comme directeur technique, et introduisaient les étudiants à la « théologie sociale », en faisant dialoguer la foi chrétienne avec la culture et les idéologies du mouvement ouvrier, ce qui suscita la sympathie chez les travailleurs, mais la méfiance dans la hiérarchie ecclésiastique. En janvier 1965, ces cours avaient accueilli un total de 1 500 prêtres, quelques évêques et 35 000 travailleurs.

### Publications
Outre sa propre maison d'édition (ediciones HOAC), fondée en 1946 et qui existe encore aujourd’hui (2023), l’organisation faisait paraître plusieurs périodiques, dont ¡Tú!, Boletín de Dirigentes, Boletín de Militantes et Boletín de la HOAC.

#### ¡Tú!
En novembre 1946, la Conférence épiscopale évoqua l’opportunité de ce que des « éléments choisis d’Action catholique » lancent « un journal ouvrier et pour ouvriers, à caractère social et populaire, afin de conquérir la masse ». Après que l’initiative eut été officiellement approuvée par la Semaine nationale, le journal ¡Tú! vit le jour le 15 décembre 1946, avec un premier tirage de 5 000 exemplaires. Dans ses débuts, le journal jouissait d’une relative indépendance, car il pouvait s’abriter derrière les accords conclus avec l’État franquiste, étant en effet d’abord édité à titre de supplément au Boletín del Arzobispado (Bulletin de l’archevêché) de Madrid et n’était assujetti qu’à la seule censure ecclésiastique. Il utilisait, selon l’expression de l’historienne Basilisa López García, le langage « prosélytiste, triomphaliste et propagandiste » typique de la période nationale-catholique, et fait figure d’unique publication résolument ouvrière parue en Espagne jusqu’en 1951, date de sa disparition,. Jusqu’en 1948, la revue bénéficiait de la garantie financière du Conseil supérieur de l’ACE masculine, avant que la Commission nationale de la HOAC ne décide de rendre la revue autonome en n’acceptant plus la tutelle du Comité technique national d’AC et de la maison d'édition Editorial Católica. Pour couvrir les frais, l’on eut recours à l’émission des dénommés bons de libération, opération qui, sous la direction de Rovirosa, permit en 1949 de lever un total de 200 000 pesetas. Dorénavant hebdomadaire, ¡Tú! tirait en mars de la même année à 34 500 exemplaires.
La une de la revue comportait un article de témoignage et de dénonciation, tandis que les pages de fin étaient d’ordinaire réservées aux actualités du mouvement ouvrier catholique international, surtout d’Italie et de France. ¡Tú!, que les hoacistes vendaient dans les rues, sur les lieux de travail et dans les paroisses, servait aussi de moyen efficace pour le recrutement de militants et pour l’expansion de l’apostolat ouvrier et de la HOAC elle-même. Cependant, la pugnacité du journal, dirigée contre le capitalisme débridé, ses fréquentes mises en cause des bas salaires payés aux travailleurs, et ses attaques contre le despotisme patronal, valurent au journal de subir la censure incessante de la Direction générale de la presse du pouvoir franquiste. D’abord suspendu temporairement en 1949, l’hebdomadaire disparut définitivement deux ans plus tard, sous la pression gouvernementale, au moment où le mouvement de grève à Barcelone était à son apogée et alors que le tirage avait atteint les 45 000 exemplaires,,.

#### LesBulletins
Lancé pendant la 2e Semaine nationale convoquée à Tolède en septembre 1947, le Boletín de Dirigentes avait été conçu par Rovirosa comme outil pour la formation et l’instruction des militants en matière doctrinale et comme moyen de réaliser l’unité et la cohésion interne du mouvement. Le premier numéro de la revue, d’abord mensuelle, parut en décembre 1947 et connut rapidement un succès considérable. Trois ans après, il devint Boletín de Militantes, paraissant à partir de 1952 à un rythme bihebdomadaire. À dater de janvier 1953, il était publié tous les dix jours, sous le titre de Boletín de la HOAC, et, contenant les notices des enquêtes, remplissait un important rôle éducatif.

#### ZYX
La maison d’édition ZYX, constituée en société anonyme et dont les principaux dirigeants de la HOAC étaient actionnaires, fut fondée en 1963 par Luis Capilla, Julián Gómez del Castillo et Rovirosa, dans un contexte d’hostilité croissante des autorités politiques et ecclésiastiques, assorti d’une censure gouvemementale et d’un suivi policier des publications et des activités de la HOAC. Par ce biais, les susnommés entendaient poursuivre la tâche culturelle et politique, et non plus confessionnelle, de formation ouvrière, hors du cadre d’ACE, c’est-à-dire sans sa couverture, mais en contrepartie aussi hors tutelle de la hiérarchie ecclésiastique. ZYX faisait le lien avec toute une tradition de culture populaire, socialiste et anarchiste, antérieure à 1936, diffusant dans des formats bon marché les textes classiques du socialisme, de l’anarchisme, du marxisme et l’histoire du mouvement ouvrier espagnol et international.

#### Publications actuelles
- Noticias Obreras, revue mensuelle exposant les points de vue du mouvement sur des sujets d’actualité, complétés par des contributions des diocèses[99].
- Cuadernos y Reflexiones, édités à des moments particuliers, quand l’actualité oblige à mener une réflexion concrète afin de donner substance à l’activité de la HOAC dans la monde ouvrier[100].

## Histoire

### Phase nationale-catholique du franquisme (1946-1956)

#### Le national-catholicisme
À l’éclatement de la Guerre civile, et ensuite sous le premier franquisme, l’ACE se trouvait dans une situation assez similaire à celle de l’AC italienne à l’époque de Mussolini. Certes, initialement, l’identification de l’Église et de l’AC avec le nouveau régime était quasiment totale (la composante catholique était un élément fondamental du discours phalangiste) : la nouvelle ACE de 1939 adhéra pleinement aux idéaux du nouveau régime et, se mettant à son service, jouissait de la part de celui-ci du respect et de la couverture juridique, à la condition toutefois qu’elle se borne à ses tâches pieuses et apostoliques, sans empiéter sur le terrain syndical ou politique. Vu qu’il était affirmé officiellement que toutes les institutions sociales étaient inspirées des principes chrétiens, aspiraient à l’harmonie sociale et combattaient la lutte des classes, il apparaissait superflu de maintenir les anciennes organisations syndicales et estudiantines, y compris celles de l’Église ; le décret d'unification de 1937, portant regroupement des partis et des syndicats dans une institution officielle unique, politique et syndicale respectivement, avait donc logiquement placé les organisations catholiques sous la tutelle du national-syndicalisme. En conséquence, il n’y eut pas dans la nouvelle ACE de 1939 de place pour des « Étudiants catholiques », ni pour des « syndicats catholiques, la Phalange revendiquant désormais le monopole en matière syndicale et éducative, encore que les évêques, en particulier le cardinal Gomá, effarouchés par l’expérience italienne et irrités par les prétentions totalitaires du parti unique, aient dès le début rechigné à y consentir et à renoncer à leur propre espace éducatif,.
Mais ces tensions et rivalités entre Église et régime, entre catholiques et phalangistes, en particulier dans les années 1937-1942, et jusqu’à la fin de la Seconde Guerre mondiale, ne permettent pas de déduire l’existence de désaccords profonds sur les objectifs et les valeurs du nouveau régime. Le national-syndicalisme, le national-catholicisme et l’idéal de chrétienté étaient des valeurs et des normes partagées. Surtout, la fin de la guerre mondiale avait créé une conjoncture favorable à l’Église, où le régime se trouvait contraint de pratiquer quelques changements, au moins d’image, dont notamment l’abandon des symboles et du discours fasciste et l’instauration, en lieu et place, d’un discours catholique en vogue dans l’Europe post-fasciste en reconstruction, sans pour autant adhérer à un projet proprement démocrate-chrétien. Dans ce nouveau contexte politique, l’Église jouissait d’une marge de manœuvre plus grande, dont elle usa pour relancer l’AC et envisager à partir de 1946 une AC « spécialisée ». Celle-ci, active dans le monde ouvrier et universitaire, serait l’occasion et le moyen de reconstruire des structures de présence dans ces importantes sphères sociales, sans que l’identification de l’ACE avec le régime politique n’en soit altéré.
Les évêques, désireux de rechristianiser la société espagnole et plus particulièrement les masses ouvrières, avaient perçu les défauts du syndicat vertical unique OSE, qui apparaissait en 1945, sur la foi des rapports des assesseurs ecclésiastiques auprès dudit syndicat, et en dépit de sa déclaration d’intention, peu efficace dans la réconciliation entre clergé et ouvrier d’usine ; le « virus marxiste », la rareté des contacts avec le prêtre, la carence de moyens d’instruction et les pénuries étaient, au dire de ces rapports, les principales causes de l’ample déchristianisation, en plus de l’attitude égoïste et peu solidaire de nombre de patrons. L’« État nouveau » pouvait certes compter sur l’appui de la plupart des catholiques espagnols et sur la légitimation que lui apporterait l’épiscopat, cependant la méfiance de la hiérarchie catholique envers le gouvernement franquiste était en rapport direct avec la primauté de la Phalange. Mais à partir de 1943, et de façon plus nette encore au sortir de la Seconde Guerre mondiale, la lutte d’influence allait se décanter à l’avantage de l’Église.
L’Église usa, pour parvenir à la rechristianisation de la société espagnole, de toutes les ressources à sa disposition, de la montée en puissance de l’ACE (dans sa forme de 1939) jusqu’à la prolifération de célébrations religieuses et de cérémonies de dévotion, de pèlerinages, de missions populaires, d’exercices spirituels, etc. La multiplication des vocations religieuses était l’un des signes probants de l’expansion religieuse en Espagne dans les années 1940 et du triomphalisme du national-catholicisme de cette phase du franquisme,. Les missions populaires recevaient une attention particulière, car elles constituaient dans les années d’après-guerre, un puissant instrument de propagation du national-catholicisme, les instructions qui s’y dispensaient composant un élément important d’éducation politico-religieuse,.
En 1946, la hiérarchie ecclésiastique espagnole finit par mettre en marche la « spécialisation » ouvrière au sein de l’ACE, encore que les statuts de 1939, de même que ceux adoptés postérieurement en 1941, aient scellé un modèle rigide et étroitement assujetti à la direction hiérarchique.

#### Positionnement de l’Église espagnole en matière sociale
En mai 1945, le primat d’Espagne s’évertua, par une lettre pastorale, à combattre l’hostilité de l’étranger envers le régime franquiste en invoquant sa « légitimité d’origine », son respect de l’indépendance de l’Église, l’orientation chrétienne de la Charte des Espagnols, et la neutralité observée par l’Espagne pendant la Seconde Guerre mondiale. Cette lettre signifia un appui important pour le régime, alors isolé internationalement et réprouvé par les démocraties occidentales. Le point culminant de la légitimation par l’Église fut le Concordat conclu avec le Saint-Siège en 1953, qui vint consolider le national-catholicisme en place, et en vertu duquel l’Église obtenait de l’État protection économique et aide dans sa lutte contre les idéologies « prosélytes », en contrepartie du privilège pour l’État de présenter ses propres candidats au postes d’évêque. C’est pourquoi sans doute l’épiscopat espagnol ne souleva aucune protestation devant la pénurie et la misère de la population espagnole dans les années 1940, et que ce ne sera qu’en 1950 que Vicente Enrique y Tarancón, évêque de Solsona, requit par la voie de sa pastorale El pan nuestro de cada día (littér. Notre pain de chaque jour) la mise en application de la doctrine sociale de l'Église et la satisfaction des besoins vitaux des pauvres et des ouvriers, et dénonçait les inégalités sociales, dont il discernait les causes dans le manque d’éthique et l’égoïsme régnant. L’année suivante, les prélats produisirent l’Instruction sur les devoirs de justice et de charité, en y adjoignant les enseignements sociaux de Léon XIII et de Pie XI, et réclamaient un salaire juste. Si les évêques ne mirent jamais en cause leur soutien au régime, ils ne dissimulaient pas, Pildain en tête, leur malaise devant les graves inégalités sociales, et réclamaient l’instauration de la doctrine sociale de l’Église comme solution la plus appropriée pour apaiser les conflits et endiguer l’avancée du communisme. Les assesseurs ecclésiastiques siégeant dans le syndicat officiel OSE se faisaient l’écho des revendications salariales des masses laborieuses, dénonçaient la gravité du problème du logement, tout en alertant sur la stratégie entriste des groupuscules de gauche.
Ce nonobstant, la classe ouvrière espagnole continuait de se méfier de l’Église et de ses méthodes d’apostolat. Une enquête menée en janvier 1954 sur la situation religieuse et morale de la classe ouvrière confirmait l’éloignement de plus en plus marqué entre Église et classe ouvrière en Espagne et avait établi qu’« en général, l’immense majorité des travailleurs espagnols n’a pas évolué, comme il était souhaitable, vers un sentiment plus chrétien de la vie », état de fait dont les causes seraient « le virus marxiste », le peu de contact avec le prêtre, l’absence de moyens d’instruction, et les privations ; les travailleurs continueraient à percevoir l’Église comme beaucoup plus proche des classes possédantes que des classes humbles, et ne verraient pas d’un bon œil les connivences de l’Église avec les milieux politiques. Ensuite, un exposé présenté lors de la 12e Semaine nationale de la HOAC en 1957 révélait chez les travailleurs l’existence d’une majorité ouvertement anticléricale ainsi qu’un fort taux de sentiments antireligieux ou indifférents. En plein national-catholicisme, la réconciliation entre Église et monde ouvrier paraissait donc impossible, en particulier dans les grandes zones industrialisées.
Entre-temps, l’Église officielle continuait de parler de rechristianisation sous le vocable de conquête, en l’absence de tout dialogue et de reconnaissance de la conscience ouvrière, et considérait le régime franquiste comme le plus idoine, de par son inspiration religieuse, à atteindre cet objectif. Les prélats espagnols dans leur ensemble, passant outre au déficit de représentativité de l’OSE, légitimaient théologiquement l’organigramme de celui-ci, en alléguant de son dynamisme et de son adaptabilité (traits qui à leurs yeux caractérisaient la doctrine sociale de l’Église), et de son caractère harmonisateur, antimarxiste et corporatif, et délégitimant ainsi tous ceux qui, enseignements pontificaux à l’appui, préconisaient le pluralisme syndical. L’exemple des anciens « syndicats extrémistes», les conditions politiques et sociales de l’Espagne, et la menace constante de l’anarchie démontreraient le bien-fondé de l’OSE et la nécessité de restreindre la liberté syndicale.
La vague de grèves de 1956 eut pour effet d’accroître les craintes de l’Église officielle et porta un rude coup à la confiance des prélats en la présumée efficacité antimarxiste et harmonisatrice de l’OSE. Les évêques membres de la Commission permanente de la Conférence des métropolitains (nommément : Plá y Deniel, García Goldáraz de Valladolid, et Morcillo de Saragosse) furent reçus en audience à San Sebastián par Franco, à qui ils firent part de leur préoccupation touchant à la défaillante représentation des ouvriers dans l’OSE,. L’épiscopat pointa du doigt que le syndicalisme en Espagne ne défendait pas les droits des travailleurs dans les conventions du travail et que les syndicats de l’OSE, privés de liberté, d’autonomie et de représentativité, ne se conformaient donc guère aux prescriptions pontificales en la matière.

#### Magistère de Roviroso
Santiago Corral, président de la section masculine de l’ACE, confia la mise en marche de la HOAC à Guillermo Rovirosa (1897-1964), qui se dévoua entièrement à cette tâche et devint le principal inspirateur de la ligne apostolique de la nouvelle organisation. C’est en effet lui qui, en fixant les lignes de force fondamentales — catholiques et ouvrières — de l’apostolat hoaciste, allait faire s’écarter la HOAC des plans que la hiérarchie ecclésiastique avait élaborés pour elle, ce qui devait avoir pour conséquence finale inévitable sa marginalisation forcée. Ingénieur qualifié (technicien en jouets mécaniques et en équipements cinématographiques), Rovirosa fut amené en 1930, pour raisons professionnelles, à s’installer avec sa femme à Paris, où il se convertit au catholicisme, à l’âge de 35 ans, après avoir écouté un prêche du cardinal Verdier, archevêque de Paris, et où il acquit une maîtrise du français qui lui permettra plusieurs années plus tard de mettre au service de la HOAC ses amples connaissances de la théologie française et ses traductions d’un ensemble d’œuvres dans le domaine théologique et pastoral, et d’ajouter une dimension internationale à l’organisation grâce à ses contacts personnels avec quelques-unes des figures les plus importantes du catholicisme de France. Revenu à Madrid, il suivit, parallèlement à son emploi de technicien dans une entreprise de Catalogne, un cours de doctrine sociale de l'Église donné à l’Institut social ouvrier (ISO), dirigé par Herrera Oria. Demeuré sceptique quant à la valeur sociale et chrétienne de tels enseignements, il en fut porté à se mettre désormais à la recherche d’autres fondements pour l’apostolat ouvrier, plus en accord avec les principes de l’Évangile et de la doctrine sociale catholique.
Pénétré de mysticisme, ouvriériste convaincu, il proposa, à partir d’une théologie de la pauvreté, centrée sur la figure d’un « Jésus ouvrier », un modèle spécifique de sainteté ouvrière, sous-tendant l’affirmation d’une dignité radicale de la condition ouvrière. S’il marquait son hostilité envers le communisme, il critiquait avec virulence le système capitaliste, et la HOAC devait selon lui garder sa totale indépendance, en repoussant toute ingérence ou intervention patronale tutélaire et en abjurant la traditionnelle attitude « jaune » (amarillismo) de l’ouvriérisme catholique. En revanche, il posait avec force l’identité catholique de la HOAC, comme organisation intégrée à l’ACE et par là soumise à la hiérarchie catholique.
Rejetant l’interprétation bourgeoise, élitiste et ambiguë de la doctrine sociale de l’Église, en vigueur dans l’Espagne de l’après-guerre, il développa par ses différentes écrits une version désembourgeoisée de ladite doctrine, dont il recueillit la substance, plus particulièrement la « priorité à la personne » et le rejet tant du capitalisme que du communisme. Cette doctrine, qu’il s’employa ensuite à adapter à la réalité ouvrière, était toujours appréhendée par lui comme quelque chose de vivant et de changeant, jamais immuable, et propre à transformer le système en profondeur. De la sorte, Rovirosa aplanit la voie à l’apport théologique ultérieur de Tomás Malagón, centré sur l’« incarnation » (dans le monde concret) et l’« engagement temporel ». Malagón, avec qui Rovirosa eut d’emblée une collaboration totale et qui figurait comme son bras droit, avait à cœur de théoriser, de systématiser et de traduire théologiquement les aspirations apostoliques de Rovirosa. La phase de réflexion qui en résulta permit la consolidation de la HOAC au lendemain de la crise de 1951 et allait assurer la continuité de l’organisation.
Privilégiant l’esprit et peu attentif aux aspects organisationnels et bureaucratiques, Rovirosa s’employa à développer au premier chef une « mystique HOAC », c’est-à-dire l’élan à se former et à agir. Il aspirait à faire de la HOAC une « université ouvrière », vouée à l’instruction de militants ouvriers chrétiens aptes à agir dans leur milieu, et donna donc, au début de son mandat, la priorité au déploiement des Cercles d’études, des GOES et des Cours du soir (Cursillos Nocturnos), en plus de vivifier la spiritualité et de mener une série d’actions d’affirmation. Dans le même temps toutefois, dans cette première phase, la HOAC, observant les consignes de la hiérarchie ecclésiastique et renouant avec les activités traditionnelles propres à l’ACE et au catholicisme social espagnol, s’adonnait aussi aux œuvres de bienfaisance et d’assistance et offrait aux militants et affiliés des possibilités de loisir « sain », en accord avec la morale chrétienne. D’autre part, il ne dissimulait pas sa profonde méfiance envers les partis et les syndicats, à telle enseigne qu’il a pu être soupçonné d’adhérer aux thèses de Bakounine. Il manifestait clairement vouloir se démarquer, tant dans le domaine politique que syndical, de toutes solutions se présentant sous l’intitulé de « chrétienne », ayant en effet pu constater dans le passé leur fausseté et leur inefficacité.
Par ailleurs, dans son Manifeste communautariste, Rovirosa théorisa la vie en communauté, laquelle repose sur la liberté, la propriété individuelle et la communion des biens non seulement matériels mais aussi spirituels. Le communautarisme tel que conçu par Rovirosa fait dès lors office d’alternative au communisme et au capitalisme, et ce sur la base de la tradition chrétienne et de la doctrine sociale de l’Église relative au droit de propriété. Transposé au monde du travail, la théorie devait conduire à un type d’entreprise qui appartient, de pleine propriété, à tous ceux qui travaillent pour elle et où chacun suit sa vocation professionnelle en toute liberté, perçoit une rémunération en proportion du travail fourni, et est assuré que ses remarques et points de vue remontent jusqu’à la direction s’il y a lieu,.

#### Engagement temporel et syndicalisme
Entre 1946 et 1956, la HOAC travailla à sa consolidation et à son expansion, s’étendant diocèse par diocèse et paroisse par paroisse, mettant en place progressivement ses piliers structurels et ses principaux organes de diffusion, et renforçant ses outils de formation. De façon générale, en consonance avec l’objectif de conquête de la société et avec la phase nationale-catholique du franquisme, la HOAC traversait une période prosélyte et assez dure, quand même quelques ouvriers non issus de l’AC faisaient mine de venir à elle.
Rovirosa déplorait que communistes et socialistes aient réussi à dépasser le nationalisme égoïste avant et mieux que beaucoup de chrétiens. Son internationalisme ouvrier s’ancrait dans le Corps mystique comme idéal chrétien et se fondait de la nécessité de concevoir des projets internationaux, compte tenu de l’internationalisation de l’économie. À propos de l’unification européenne en particulier, il posait que celle-ci serait inutile si on la considérait seulement à partir d’abstractions intellectuelles sans se soucier d’obtenir l’unité des masses, plus particulièrement des travailleurs.
L’objectif initial de diffusion de la foi et de conquête des masses céda le pas à la formation intégrale du militant ouvrier chrétien, axée sur une double fidélité : au Christ, et au monde ouvrier dans ses circonstances concrètes. Les Guiones para Círculos de Estudio, guides pour la formation personnelle et en équipe des hoacistes, consignaient le dialogue alors engagé entre foi d’une part et culture du monde ouvrier d’autre part, dans la ligne des nouvelles expériences missionnaires d’Henri Godin et de Georges Michonneau (1899-1983) en France. Malagón fut accusé de se laisser influencer par la théologie que Pie XII avait condamnée dans sa Humani generis de 1950.
Le syndicalisme catholique espagnol d’avant la guerre allait être « proscrit » de fait au sein de la HOAC, car la pensée sociale de Rovirosa, réélaborée et diffusée par les GOES, et la nécessité d’une doctrine économique et sociale nouvelle, avaient écarté toute possibilité de réemprunter la voie du syndicalisme jaune (amarillismo) ou du confessionnalisme d’antan. Par le biais des activités dites « marginales » (obras marginales, se déroulant donc en marge de la HOAC), qui faisaient office de champ d’expérimentation de l’engagement sous stricte responsabilité personnelle, la présence d’hoacistes aux côtés des ouvriers dans les conflits du travail tendait à se faire de plus en plus fréquente. En effet, cinq ans après la fondation officielle de la HOAC, les premiers signes de conflits dans le monde du travail avaient fait leur apparition, dont notamment la grève des traminots de Barcelone en 1951. Le régime franquiste, quoique dûment déphalangisé, poursuivait sur la voie de l’autarcie économique qui avait tendance à aggraver la pauvreté du pays et à exacerber les tensions sociales.
À la suite de la crise de 1951, la position de la HOAC au sein de l’ACE était devenue assez inconfortable. Le dilemme entre engagement temporel des militants face aux interdits de la hiérarchie catholique se reflétait dans la difficulté à déterminer les limites entre apostolat spirituel et engagement temporel (c’est-à-dire syndical et politique). En 1953, la HOAC esquissa un plan d’action sur cinq ans visant à définir et mettre en œuvre d’une part l’engagement de la HOAC en tant que telle, et d’autre part celui, distinct du premier, de chacun de ses militants individuellement. Le plan prévoyait d’étendre à toutes les activités politiques, sociales et économiques l’action des personnes formées par la HOAC et de développer les relations internationales. Encouragés par ce plan, des hoacistes allaient bientôt se signaler par leur participation aux Jurys d’entreprise, créés par le régime en 1945, bien que ceux-ci aient été amplement considérés comme inefficaces, car servant de couverture à des politiques autoritaires,.

#### Réaction de la hiérarchie catholique
À l’échelon du diocèse, la HOAC était régie par une Commission diocésienne, organe représentatif suprême, chargé de promouvoir et de coordonner tous les Centres HOAC et tenue d’entretenir un contact permanent avec l’évêque concerné, avec le Conseil diocésien d’ACE et avec la Commission nationale de la HOAC. La désignation des plus hauts représentants (président et membres du conseil) de cette dernière revenait au prélat, après proposition de candidats par les militants, et ce pour un mandat de quatre ans. Ce n’est pas avant 1966 que les hauts représentants de la Commission nationale pourront être élus par un vote démocratique.
Dans les années 1940, les mouvements spécialisés de l’ACE se faisaient de plus en plus critiques vis-à-vis des effets iniques de l’autarcie économique du régime, et ce au déplaisir de la hiérarchie catholique, qui craignait que cette évolution n’effarouche les autorités franquistes et ne mette en cause le système de relations institué entre l’Église et l’État. En 1949, Enrique Valcarce Alfayate, conseiller national d’ACE, et Alberto Bonet, secrétaire de la direction centrale d’ACE, interdirent la diffusion du Manifiesto Comunitarista de Rovirosa, au motif de sa forte tendance au « temporalisme », c’est-à-dire à l’engagement dans le monde ouvrier concret. Ledit manifeste, fustigeant tant le système capitaliste que le communisme de type soviétique, prônait pourtant un système de relations de travail et une structure économique conformes aux enseignements pontificaux. Depuis lors, Rovirosa était accusé de « philomarxisme » et d’appartenir à des partis et des syndicats clandestins.
À dater de 1955, la HOAC elle-même, de plus en plus dans le collimateur de la hiérarchie, était accusée de « temporalisme », de « philo-marxisme », et de ne pas remplir la mission pour laquelle elle avait été fondée par la hiérarchie, et ce en abusant de la couverture de l’ACE et de ses privilèges concordataires. En réaction, l’ACE empêcha Rovirosa d’assister aux réunions internationales de la FIMOC, et en 1956, à la suite de plaintes contre la ligne éditoriale de Boletín de la HOAC, Rovirosa fut mis à pied comme directeur de cette revue. D’autre part, Plá y Deniel émit une série de directives destinées à restreindre les activités de la HOAC, dont la première était l’interdiction faite à Rovirosa de toute activité de propagande publique pour la HOAC. Ensuite, la HOAC fut soumise à une censure rigoureuse, à l’effet de quoi les censeurs du Boletín de la HOAC furent remplacés et la HOAC allait désormais dépendre, pour les questions de doctrine, du secrétariat de l’épiscopat. Les fascicules des cursus apostoliques allaient être scrutés sur leur contenu et l’on mit sous surveillance le langage employé dans le Boletín et dans d’autres documents, certains termes, tels que révolution étant en effet considérés contraires à la doctrine de l’Église. Enfin, toute déclaration touchant des questions sur lesquelles l’Église n’avait pas encore pris de position claire serait interdite, ainsi que toute critique du régime. Sur le plan de l’activité sociale, Plá y Deniel signifia à la HOAC, sinon l’obligation d’intégrer l’OSE, du moins l’injonction de favoriser le dialogue avec le patronat, attendu que l’on avait plus d’influence en étant au-dedans du syndicat officiel qu’en dehors. En mai 1957, Plá y Deniel transmit à Malagón un ensemble de consignes tendant à convertir la HOAC en une pépinière de syndicalistes démocrates chrétiens, et à mettre par là une sourdine aux critiques sociales de la HOAC. La même année, Rovirosa se retira dans l’abbaye de Montserrat, l’Église se débarrassant ainsi d’une personne qui était apparue dès le début comme le principal obstacle au projet d’aiguiller la HOAC vers un militantisme en faveur de la démocratie chrétienne.

#### Réaction des autorités franquistes
La HOAC, devenue école de militants activement engagés dans leur propre milieu, soucieux de développer les capacités intellectuelles de la classe ouvrière et de faire du travailleur le protagoniste de son propre processus de formation par l’effet d’une pédagogie active et incarnée dans la classe ouvrière, devait fatalement entrer en conflit non seulement avec la hiérarchie ecclésiastique, mais aussi avec le régime, et fut accusée de s’adonner, sous la couverture de l’Église, à un crypto-syndicalisme,. Des personnes issues du monde politique et du syndicat vertical, constatant que la HOAC n’entrait pas dans le moule d’une organisation d’AC collaborant avec le syndicat officiel unique OSE, furent à l’origine d’un flot d’accusations contre la HOAC, qui entraîna finalement la suspension de l’hebdomadaire ¡Tú! en 1951, quand la HOAC fut cause d’un affrontement entre pouvoir franquiste et autorités ecclésiastiques. En effet, en avril 1951, le journalisme ouvriériste de ¡Tú! avait conduit ce journal à faire part à ses lecteurs de la grève des transports publics à Barcelone, laquelle survint malencontreusement dans une phase d’embellie des relations internationales de l’Espagne, embellie rendue possible grâce à la Guerre froide et à la perspective d’accords à signer avec les États-Unis, et que lesdites grèves compromettaient. La HOAC se retrouva ainsi dans le feu croisé des accusations phalangistes sur sa participation aux grèves et des pressions exercées sur la hiérarchie ecclésiastique de la part du camp catholique au gouvernement. Les heurts sur le sujet entre les factions catholique et phalangiste au sein de l’équipe gouvernementale débouchèrent sur une crise politique et sur un subséquent remaniement gouvernemental. La crise se solda aussi par la fermeture de ¡Tú! plus tard dans l’année 1951 à la suite du refus de la HOAC de soumettre l’hebdomadaire à la censure civile,, tandis que les gouverneurs civils se disposaient à exercer une surveillance renforcée de l’organisation. La fermeture de ¡Tú! provoqua aussi une crise interne au sein de la HOAC.

#### Tensions entre HOAC et Action catholique & crise de la HOAC (1952)
La HOAC eut à souffrir non seulement les pressions du milieu politique, de l’OSE et d’une partie de la hiérarchie ecclésiastique, mécontents de voir la HOAC intervenir dans le monde du travail sans se prêter à la collaboration avec le syndicat vertical, mais aussi de l’ACE elle-même, qui s’irritait de l’existence de la HOAC comme mouvement spécialisé dans le monde ouvrier. Après l’avènement d’Enrique Valcarce à la tête du Conseil supérieur de l’ACE masculine, les tensions allèrent s’exacerbant, particulièrement contre la personne de Rovirosa, dont les projets et écrits furent censurés à plusieurs reprises. Ainsi Valcarce Alfayate interdit-il la diffusion du Manifiesto Comunitarista, contrecarra-t-il le développement des GOES et taxa-t-il Rovirosa de temporaliste, d’autodidacte et de communiste camouflé.
Tandis que les manifestations (politiques, apostoliques et théologiques) du catholicisme de gauche s’étaient estompées entre-temps, la HOAC commença de vivre la première grave crise de son histoire. Lors de la 7e Semaine nationale convoquée en septembre 1952 à Vallecas, dans la banlieue de Madrid, on assista à ce que les groupes hoacistes les plus dynamiques et les plus impliqués dans la diffusion de ¡Tú!, en particulier en Catalogne, découragés devant la nouvelle situation, abandonnaient l’organisation, faisant baisser sensiblement le nombre de militants et d’adhérents. Une bonne part de ceux dans la classe ouvrière qui avaient pris quelque intérêt à la nouvelle organisation apostolique allait désormais se tenir en retrait,.

### Phase «développementaliste» du franquisme (1956-1966)

#### Contexte politique et économique
La décennie 1950 voit la consolidation définitive du régime franquiste, obtenue notamment grâce à sa reconnaissance internationale dans le cadre de la Guerre froide, au Concordat avec le Saint-Siège, et aux accords signés avec les États-Unis, tandis que parallèlement la composition des gouvernements successifs signalait une mise à l’écart progressif du phalangisme, et que le régime s’appliquait à parachever son institutionalisation.
Vers le milieu de la décennie, la politique économique du régime franquiste bascula de l’idéal autarcique vers une politique d’ouverture sur l’extérieur, couplée à partir de 1959 à un Plan de stabilisation, coup d’envoi de la période dite « développementaliste » du franquisme, se caractérisant, dans les années 1960, par une libéralisation économique, une gouvernance technocratique, l’expansion du tourisme et l’industrialisation. Les effets des mesures commandées par ce Plan, que la classe ouvrière eut à supporter à partir de 1957, étaient analysées par la HOAC au moyen d’enquêtes envoyées à tous les diocèses au lendemain des Semaines nationales de 1959 et 1960. L’émigration en direction de l’Europe, facilitée par des accords bilatéraux, était une réalité incoercible et, du reste, économiquement nécessaire, voire encouragée par l’État espagnol, d’une part pour évacuer le trop-plein de main-d’œuvre que l’économie espagnole était incapable d’absorber, d’autre part pour se réserver une importante source de devises propre à compenser le déficit budgétaire et à financer le rééquipement industriel.
Le « miracle économique espagnol » des années 1960 entraîna dans la société espagnole de rapides et profondes transformations, non seulement économiques mais aussi socio-mentales, se traduisant par une extension des classes moyennes, une hausse du niveau de vie, une plus grande perméabilité à la culture politique démocratique, la laïcisation, la libéralisation des mœurs, etc., contraires à l’inertie politique du régime et aux réticences de l’épiscopat à toute espèce de changement.

#### Position de l’Église espagnole et de l’ACE
L’Église espagnole voyait surgir en son sein, à la suite surtout de Vatican II, une profonde division entre d’une part les fractions progressistes et insatisfaites (clergé contestataire, mouvements spécialisés) et d’autre part la hiérarchie catholique et le clergé conservateur. Cultivant l’ambiguïté, l’épiscopat espagnol, fort préoccupé par la multiplication des conflits du travail, tâchait de contenter tout le monde : les ouvriers, dont il dénonçait sans ambages la précarité ; les mouvements apostoliques, en appelant à l’action solidaire et en condamnant l’injustice sociale ; et le pouvoir en place, en continuant à le louanger pour l’œuvre réalisée et en s’abstenant de montrer du doigt les causes structurelles de l’injustice sociale. L’objectif, dont les évêques continuaient de vouloir confier l’exécution à l’État espagnol « catholique », demeurait d’instaurer la doctrine sociale de l'Église, en mettant l’accent sur ses vertus harmonisatrices et contre-révolutionnaires.
Dans une lettre pastorale collective de 1962, intitulée Sobre la elevación de la conciencia social (littér. De l’élévation de la conscience sociale), adossée à l’encyclique Mater et Magistra, les évêques recommandaient de faire prendre conscience au public que les mouvements apostoliques, s’ils œuvraient à rechristianiser la société et à donner corps à la doctrine sociale de l’Église, n’avaient rien en commun avec le communisme ; tout en cautionnant telle ou telle action qui, dans le respect de la loi, visait à appuyer les droits des travailleurs, ils continuaient de clamer d’autre part leur confiance dans le gouvernement espagnol et de postuler que la paix sociale était une conquête foncièrement morale, garantie seulement par la religion catholique, que l’État proclamait vouloir servir ; cela rendait légitime l’appui de l’épiscopat au régime. L’Église rejetait la liberté syndicale revendiquée en 1962 par la Confédération internationale des syndicats chrétiens (CISC), et Herrera Oria encensait la situation syndicale en Espagne, en regard des « néfastes » époques passées où dominaient « les forces anarchistes, socialistes et communistes ». Il est vrai que plus tard, en 1965, confrontés à la collaboration entre catholiques et communistes, les évêques allaient, après examen, souligner combien le PCE s’engageait pour la « réconciliation nationale », se disait en faveur de la démocratie, et tendait la main aux catholiques progressistes. Il est vrai aussi que les évêques dénonçaient les pénuries dont souffrait la classe ouvrière, et en particulier le montant dérisoire du salaire minimum en 1962.
La fin des années 1950 avait vu l’apparition du clergé contestataire, qui fit pour la première fois parler de lui en mai 1960, lorsque 339 prêtres basques adressèrent un document aux évêques de Vitoria, San Sebastián, Bilbao et Pampelune, pour exiger plus de libertés démocratiques et la fin de la répression. Or ces ecclésiastiques, qui ne cessaient dans leurs homélies de dénoncer la mentalité despotique et l’attitude peu solidaire des classes possédantes, qui défendaient les droits des travailleurs en grève, et qui réclamaient des syndicats véritablement représentatifs, des libertés démocratiques et une Église pauvre et engagée, appartenaient, pour bon nombre d’entre eux, à la HOAC, ou en étaient proches.
La campagne menée par l’opposition politique alarmait les milieux ecclésiastiques, qui s’empressaient de taxer de temporalistes les méthodes employées par la JOC et par la HOAC, et l’ACE, fidèle au type d’apostolat préconisé par les évêques, persistait dans sa fonction de légitimation du régime et persévérait dans ses modes d’action habituels, à savoir : exercices spirituels, causeries éducatives, promotion d’écoles, conférences, mais plus particulièrement les missions, strictement ordonnancées, organisées de préférence dans les zones les plus conflictuelles, telles que les bassins miniers, missions où l’assesseur catholique de l’OSE et ses collaborateurs prenaient à tâche de rappeler les devoirs moraux du patronat et des ouvriers, la nécessité de l’harmonie sociale et le caractère pernicieux de la lutte des classes, et privilégiaient la thématique religieuse aux dépens des problèmes sociaux. Ce type d’actions, parfait reflet de l’apostolat officiel, paternaliste et désincarné, était en contradiction avec l’esprit et les procédés des mouvements spécialisés. Entre-temps, les enquêtes de la HOAC, documentant l’« apostasie » généralisée chez le prolétariat, étaient un motif de préoccupation pour les évêques ; le constat fut confirmé par un rapport confidentiel établi en mai 1962 par le secrétariat de l’épiscopat, qui révéla que les travailleurs espagnols, très proches du socialisme et du communisme, tendaient de plus en plus à délaisser la pratique religieuse,.
En ce qui concerne le syndicat vertical, les mouvements spécialisés et le clergé contestataire en mettaient en cause la légitimité et l’utilité, et lui déniaient toute authentique représentativité et toute efficacité. Ils requéraient un syndicat pleinement ouvrier, défendaient le droit de grève et plaidaient pour la liberté et l’autonomie syndicales, tandis que les évêques, les assesseurs ecclésiastiques siégeant à l’OSE et les dirigeants de ce dernier s’évertuaient à démontrer la concordance entre syndicat vertical et doctrine sociale de l’Église,.

#### Débats internes, reconfiguration structurelle et refonte idéologique
Dans les décennies 1950 et 1960, la HOAC était écartelée entre plusieurs tendances et factions opposées, les unes voulant qu’elle borne son action à l’apostolat laïc, sous la tutelle d’une ACE vouée à son rôle traditionnel (le confessionnalisme, que certains voulaient mettre au service d’un projet de création d’un parti démocrate chrétien), les autres voulant l’engager plus avant dans l’action de terrain (le temporalisme) et dans l’action syndicale (la ligne ouvriériste).
Après l’éviction de Rovirosa, laquelle n’eut pas l’effet escompté par les confessionnalistes, ce fut Tomás Malagón qui vers 1958 devint la cible privilégiée, se voyant notamment reprocher ses rapports avec des fondateurs du Front de libération populaire (FLP) et l’orientation doctrinale de son enseignement.
Désormais, méfiance et soupçons allaient marquer la vie interne de la HOAC, en particulier quand il apparut que le président de l’organisation, Manuel Castañón, penchait pour l’option démocrate chrétienne. C’est alors qu’un groupe de militants décida de convoquer une Session plénière extraordinaire pour élire un nouveau président national, à la suite de quoi fut désigné à ce poste en 1959, avec l’appui d’une majorité de hoacistes, l’ancien communiste Teófilo Pérez Rey, partisan de l’indépendance de la HOAC à l’égard des partis et des syndicats, désignation qui consacra ce que d’aucuns ont appelé la victoire de la « camarilla de Malagón » et de la ligne « la plus ouvriériste », au détriment de la tendance confessionnelle et démocrate chrétienne,. S’ouvrit ainsi ce qui sera dénommé la « décennie de l’engagement temporel », se traduisant par la consolidation du Plan cyclique et la reprise des GOES, destinés à donner corps au dessein rovirosien de « former des militants chrétiens et ouvriers pour le peuple » aptes à exercer une forte influence dans leurs milieux respectifs.
La réforme des statuts décidée en 1959 sanctionna le nouveau cap pris par l’organisation, car ils reconnaissaient définitivement les spécialisations, opéraient un approfondissement qualitatif en distinguant entre militant engagé et simple adhérent, incorporaient dans la formation la méthode active (en particulier l’Enquête et la Révision de vie, élaborées et appliquées par Malagón dans ses Semaines d’impact à destination des femmes), formalisaient le basculement de l’activité essentiellement pieuse vers l’engagement temporel du militant, et desserraient la tutelle hiérarchique en permettant une plus grande autonomie de l’acteur laïc.
La restructuration de l’organisation, la répercussion de Vatican II, le contact assidu avec des militants communistes et anarchistes, la mise au point d’une théologie nouvelle, mieux en phase avec les aspirations de la classe ouvrière espagnole et supplantant le mode apostolique antérieur qui avait été rejeté par la quasi-totalité des hoacistes, sont autant de facteurs qui expliquent la montée en puissance de la HOAC et le rôle important qu’elle joua dans l’opposition au franquisme et dans la reconstruction du mouvement ouvrier en Espagne. Les militants hoacistes pratiquaient l’entrisme dans le syndicat vertical OSE et participaient à la création de plateformes politiques et syndicales clandestines, au prix de l’hostilité du régime et de la hiérarchie ecclésiastique, plus particulièrement du camp phalangiste, qui dénonçait à répétition, par la voix de son journal Pueblo, la non-collaboration des hoacistes avec l’OSE et mettait en cause la légitimité de la HOAC comme organisation à l’intérieur de l’Église espagnole.
En octobre 1961, l’ACE se dota d’une nouvelle structure moins rigide, sans répudier son ancienne organisation par branches. Le concepteur principal en était Teófilo Pérez Rey, qui voulait créer une nouvelle architecture pour l’ACE en concordance avec la méthode hoaciste de « formation pour l’action » et s’inspirait entre autres du fonctionnement efficace des cellules communistes, dont l’action prosélyte réussissait à répandre leur message dans chaque recoin du territoire. La nouvelle structure s’articulait comme auparavant autour de l’équipe (groupe de cinq militants, relevant à son tour de la section), se plaçait au service de la base militante et se pliait aux besoins de l’engagement temporel.
Cette révision des statuts fut suivie à partir de 1958 d’une phase de croissance et d’expansion de la HOAC. Selon les données fournies par Rovirosa pour l’année 1960, la HOAC était présente dans 45 diocèses, comptait quelque 9 000 militants « véritablement dévoués à l’œuvre » et environ 25 000 « anciens participants aux cours de formation qui étaient à quelque degré partie prenante de notre mystique et de nos activités ».
Une autre préoccupation de la HOAC était de renforcer la démocratie en son sein par une plus grande participation de la base à tous types d’élection, en contrecarrant « le droit absolu de nomination » de la hiérarchie ecclésiastique. Les procédures pour l’élection du président national, adoptées en mars 1966, devaient assurer la pleine participation de la base, à l’échelle du Centre HOAC et du diocèse, notamment par la présentation des candidatures et par le vote direct du trio de candidats mis en avant par la Réunion nationale des présidents en coordination avec les propositions des diocèses.
En 1958 se fit jour au sein de la HOAC l’idée éminemment anticapitaliste du Front ouvrier, qui allait être la grande nouveauté introduite par la HOAC dans l’histoire du catholicisme espagnol et son apport majeur dans le processus de reconstruction du mouvement ouvrier sous le franquisme. Il était plaidé que les nouvelles générations puissent renouer avec les expériences antérieures, mais tout en mettant en exergue la spécificité du militantisme chrétien. Un camarade de Rovirosa, Jacinto Martín Maestre, avait élaboré depuis 1958, en plusieurs étapes, cette théorie du Frente Obrero, qui se proposait de contribuer à une doctrine sur le mouvement ouvrier chrétien en se basant sur la Déclaration de principe faite par la HOAC au congrès de Düsseldorf et en axant la réflexion sur l’organisation qu’il considérait comme authentiquement ouvrière, à savoir le syndicat. Martín Maestre critiquait durement autant les utopies révolutionnaires portées par les idéologies intellectualistes, que l’amarillismo (syndicalisme jaune) d’inspiration « paternaliste patronal » ou « paternaliste catholique ». C’est contre l’amarillismo catholique que Martín Maestre dirige ses piques les plus acérées :

« L’amarillismo paternaliste d’inspiration catholique a été promu dans notre patrie par des gens très bien intentionnés et fort pieux ; et a produit un type d’ouvriers, un type d’associations ouvrières mollusques, sans vertèbres, sans énergie, sans mentalité ni rébellions ouvrières, dans lesquelles la caractéristique fondamentale était le non-militantisme [...]. [Ces organisations] ont perdu tout prestige, car incohérentes avec leur doctrine, car désertant leur responsabilité dans la lutte ouvrière, car mous, car se barricadant dans l’intransigeance et dans la résignation. Leur doctrine est jugée inopérante, sans utilité pour la rédemption ouvrière. »

Martín Maestre définit l’ouvrier comme quelqu’un qui, travaillant pour le compte d’autres, se retrouve dans une situation d’humiliation, tant à titre personnel que socialement. Eu égard aux velléités de rébellion et à l’« angoisse ouvrière » logées au-dedans de tout travailleur conscient de cette humiliation, le Frente Obrero devra intégrer, selon Martín Maestre, trois constantes historiques : la volonté de changement radical, la recherche d’une existence plus digne et plus humaine, et l’emploi d’armes de lutte efficaces. Martín Maestre souligne la nécessité de la rencontre entre conscience ouvrière et christianisme, vu l’apport positif des ouvriers chrétiens, qui « élargissent et renforcent la conscience revendicative [et] offrent des éléments de cohérence à la solidarité et voient les choses avec un plus grand sens de la responsabilité »,. Martín Maestre pose que les éléments « authentiques » de la conscience ouvrière, au nombre de trois, sont : une « conscience revendicative de la valeur et de la dignité du travail » ; « une conscience solidaire » qui, par delà le plan strictement matériel, favorise l’union des intérêts, droits et efforts ; et, enfin, « une conscience responsable », pénétrée de la nécessité de connaître les structures qu’on affronte, d’où l’importance accordée à l’analyse et à la formation militante. Les vrais chrétiens militants dans le Frente Obrero devront remplir ces prérequis et rejeter les éléments « inauthentiques », en particulier le marxisme et l’amarillismo catholique,.
La HOAC répondait pour une bonne part aux inquiétudes socio-politiques de la nouvelle classe ouvrière espagnole (celle postérieure à la Guerre civile) en ce qu’elle avait de celle-ci une conception spécifiquement ouvrière, exempte de « contaminations » particratiques et de tendances confessionnelles, la HOAC en effet déclinant ce qui constituait à ses yeux l’un des graves défauts du syndicalisme d’avant la Guerre civile, à savoir de s’être fait la « courroie de transmission » de tel parti ou de telle idéologie déterminée, mais désavouant radicalement aussi tout projet de nature confessionnelle, qu’il procède des anciens syndicats catholiques ou d’une quelconque plateforme syndicale démocrate chrétienne. Tant sur le plan de la formulation idéologique que de la pratique apostolique, la HOAC réalisait une synthèse entre la fraternité chrétienne et les liens de solidarité de classe caractéristiques du mouvement ouvrier historique.
En 1963 cependant, Malagón, conseiller national de la HOAC et alors chanoine de Ciudad Real, devint la deuxième figure de proue de la HOAC à être poursuivi et expulsé par la hiérarchie ecclésiastique. Au surplus, le Secrétariat de l’épiscopat, instance de laquelle commençaient à dépendre les mouvements apostoliques pour tout ce qui concernait le domaine doctrinal, surveillait et, le cas échéant, censurait implacablement les travaux de Malagón destinés à ses Cours apostoliques,. Cette mesure incita quelques militants parmi les plus engagés à fonder en 1964 la maison d’édition ZYX, où Malagón, l’un des fondateurs, poursuivit son œuvre éducative et apostolique, dans le même esprit et avec d’identiques outils de formation. ZYX devint ainsi le moyen idéal pour maintenir vivantes les valeurs essentielles de la HOAC devant la perspective de son probable démantèlement par la hiérarchie ecclésiastique. D’abord, les 700 premiers actionnaires furent réunis, chacun apportant 1 000 pesetas, puis un conseil d’administration fut nommé, que présidait Rovirosa,. La maison d’édition mettait en vente des livres bon marché et accessibles, dans le but d’élargir la culture des ouvriers. Vu la détérioration des relations avec la HOAC, celle-ci et ZYX convinrent en 1965 de s’interdire toute ingérence mutuelle et d’affirmer explicitement l’indépendance de chacune. En décembre 1963, Tomás Malagón fut contraint de démissionner comme conseiller de la HOAC.

#### Engagement dans le syndicalisme
La HOAC allait se faire l’avocat d’un aconfessionnalisme tant théorique que pratique, peu en phase avec la société et l’Église espagnoles de la fin de la décennie 1950. La HOAC résolut de prendre en charge la classe ouvrière, qui était alors non seulement éloignée de l’Église, mais, ayant été vaincue et annihilée, avait aussi perdu ses organisations et ses dirigeants, et vu dépérir sa conscience historique. Reprendre le contact avec les vestiges du mouvement ouvrier dans l’intérieur du pays se révéla malaisée, en raison de la dure répression et des suspicions pesant sur la HOAC qui gênaient ses interventions et limitaient les possibilités d’action de ses militants. À dater de 1954, à la faveur des élections syndicales de l’OSE et de la désignation de jurés d’entreprise (dans les entreprises de plus de 100 ouvriers), les militants de la HOAC, de la HOACF, de la JOAC et de la JOFAC avaient l’occasion de se faire connaître, même si c’était toujours au-dedans de la structure du Syndicat vertical officiel. Forts de leur formation technique, qui leur avait été dispensée à travers les GOES, les hoacistes apportèrent ouvertement leur contribution à la réorganisation du mouvement ouvrier espagnol, ce qui les amena à s’engager activement dans la plupart des organisations syndicales surgies pendant les dernières années de la décennie 1950.
Vers 1955 se fit jour aussi une opposition démocrate-chrétienne au régime franquiste. Jusque-là, l’ACNdP avait monopolisé la représentation officielle catholique auprès du régime et joué un rôle essentiel dans la levée de l’ostracisme international contre l’Espagne. Toutefois, la politique d’ouverture (« aperturista ») du pouvoir franquiste et la crise gouvernementale déclenchée par les événements de 1956 marquent l’épuisement du collaborationnisme catholique et l’amorce d’une nouvelle phase, propice à la constitution de partis démocrates chrétiens. En février 1957 surgit alors l’Union démocrate chrétienne (UDC), nettement empreinte de la pensée sociale propagandista de Manuel Giménez Fernández, et adoptant une attitude atlantiste propre aux démocrates chrétiens européens. Dès 1958 fut aussi ébauché, à l’initiative de quelques amis de Gil Robles, le parti Democracia Social Cristiana (DSC, future Fédération populaire démocratique). Dans ce contexte opportun, la HOAC était pressée de se réorienter vers le confessionnalisme, en accord avec la vision initiale de certains chefs de file de l’ACE au moment de la fondation de l’organisation. La mise à pied de Rovirosa, hostile au confessionnalisme, de son poste à la Commission nationale sur ordre de la hiérarchie devait ouvrir la voie à la mise en œuvre du projet démocrate chrétien.
Également dans le sillage des grèves et conflits sociaux de 1956, une nouvelle gauche fit son apparition, issue d’associations universitaires telles que l’Association socialiste universitaire (ASU) ou la Nouvelle Gauche universitaire (NIU). Cette dernière donna naissance en 1958 au Front de libération populaire (FLP, ou familièrement Felipe), fondé par des étudiants universitaires chrétiens, enfants de vainqueurs de la Guerre civile, qui s’appliquaient à marier catholicisme et marxisme et firent appel à des militants de la JOC et de la HOAC (notamment par le biais de l’opération Mono Azul, littér. Bleu de travail) pour opérer un rapprochement avec le monde ouvrier, quoiqu’avec de faibles résultats,. Aussi les militants hoacistes étaient-ils fortement impliqués dans le développement des partis politiques d’opposition au franquisme. Beaucoup entretenaient des contacts avec le Parti communiste et avec les groupuscules socialistes, et beaucoup participaient, parfois en première ligne, aux conflits du travail. Cette participation de militants hoacistes dans les conflits sociaux, en hausse à partir de 1956, était perceptible partout où œuvrait le nouveau mouvement ouvrier.
La HOAC rédigeait des manifestes répercutant les revendications de la classe ouvrière et mit sur pied en 1960 un fonds d’aide et des caisses de compensation pour les ouvriers au chômage, reprenant ainsi délibérément quelques-unes des traditions du mouvement ouvrier antérieures à la Guerre civile, mais rendues compatibles avec les particularités d’une organisation apostolique. La fête du 1er mai était l’occasion pour la HOAC de protester contre toutes les réalités qui, à ses yeux, faisaient obstruction à une vraie émancipation de la classe ouvrière : le syndicat vertical unique OSE, la politique économique du gouvernement, et l’attitude de l’Église espagnole dans ses rapports avec l’État franquiste et avec le monde ouvrier.
L’année 1960 voit la naissance de l’Union syndicale ouvrière (Unión Sindical Obrera, USO), dont la coordination initiale était largement tributaire des hoacistes, et qui alla s’abriter sous la structure de la JOC. Grâce à cette couverture et aux contacts avec la HOAC, le syndicat se répandit dans toute l’Espagne entre 1960 et 1965, tout en évoluant vers une fusion des valeurs chrétiennes et socialistes, qui devint sa marque de fabrique,. Ce syndicalisme catholique, illégal, lié au syndicalisme chrétien européen regroupé dans la Confédération internationale des syndicats chrétiens (CISC), adopta bientôt un positionnement laïc et autonome. Mais l’engagement syndical des hoacistes eut lieu pour sa plus grande part au sein des Commissions ouvrières (abréviation espagnole CC.OO.), apparues d’abord dans le bassin minier des Asturies en 1956, à la faveur de la Loi sur les conventions collectives, avant d’aboutir à des commissions stables à partir de 1962. Étant donné que l’animateur en était essentiellement le Parti communiste, des tensions allaient bientôt y apparaître, et les militants de la HOAC et de la JOC auront peine à s’identifier entièrement avec elles.
En 1960, une enquête tenta de cerner les éléments sur lesquels se fondait l’attrait exercé par la HOAC sur les ouvriers ; les réponses recueillies désignaient : le témoignage personnel du militant ; l’intérêt pour les informations contenues dans le Boletín et pour les cours de formation ; le climat de liberté et de tolérance dans les réunions de la HOAC ; la prise en compte des revendications sociales (en l’absence d’autres institutions disposées à les assumer) ; les occasions offertes par la HOAC d’enrichir sa culture ; et l’honnêteté dont faisait preuve la HOAC tant dans ses objectifs que dans les moyens employés.
Pourtant, par rapport à l’ensemble du monde ouvrier espagnol, la HOAC apparaît comme une organisation minoritaire, un mouvement de « cadres ouvriers » plutôt que de masse, qui attachait plus de valeur à la qualité qu’à la quantité des affiliés. Ainsi estime-t-on pour l’année 1960 le total des militants actifs à environ 12 000, et celui des non actfs à 15 ou 20 000. De 1959 à 1963, HOAC et JOC ensemble ne dépassaient pas les 180 000 affiliés ou sympathisants, sur les 3 500 000 travailleurs industriels du pays,.
La HOAC accueillit favorablement le processus de rénovation entrepris par le pape Paul VI, et ses militants s’exaspéraient de ce qu’en 1965, la majeure partie de l’épiscopat espagnol ne semblait pas encore s’être avisé des innovations contenues dans la réforme conciliaire.
À l’intérieur même de l’ACE, galvanisée par le dynamisme et par la force d’entraînement que représentaient l’« engagement temporel » assumé théoriquement et pratiquement par les mouvements apostoliques ouvriers, la nouvelle pédagogie de l’œuvre laïque était amplement défendue par diverses personnes de haute autorité, dont Santiago Corral et Enrique Miret Magdalena, qui tous deux, dans la tribune que la revue Ecclesia leur offrait, faisaient publiquement l’apologie du chemin parcouru à contre-courant par la HOAC et la JOC pendant plus d’une décennie depuis les nouveaux statuts de 1959, chemin qui avait à présent été validé par Vatican II, notamment par l’encyclique Pacem in Terris et par d’autres documents conciliaires alors en cours de publication.
Outre le Boletín, la HOAC commença en janvier 1962 à diffuser ses Hojas Informativas (Feuilles d’information), qui se proposaient de « donner à connaître tous les aspects de la vie espagnole susceptibles d’affecter directement l’ouvrier » et se faisaient l’écho des événements ouvriers les plus notoires, tout en servant de « matière à réflexion ouvrière et militante ». Entre-temps, le Boletín de la HOAC critiquait ouvertement les autorités, et plus particulièrement l’OSE après les élections syndicales de 1966. Des articles tels que ceux intitulés La representatividad laboral está siendo demolida (littér. La représentativité du travail est en train d’être démolie), El cristianismo y la revolución, Revolución y violencia. ¿Y ésa no es violencia? (Révolution et violence. Et ça, ce n’est pas de la violence ?), Los objetivos del 1 de Mayo, furent frappés d’amendes et les exemplaires concernés saisis. Entre-temps aussi, les liens entre HOAC et FLP avaient donné lieu à des accusations de temporalisme de la part de la hiérarchie catholique et de certains membres du Comité directeur d’ACE. Les cours que Malagón donnait dans la prison de Carabanchel et que fréquentaient quelques felipes, de même qu’ils assistaient aussi à quelques-uns de ses séminaires de théologie, étaient dans le viseur de plusieurs censeurs qui doutaient de l’orthodoxie de son activité de directeur de formation. Malagón faisait depuis lors l’objet d’une étroite surveillance par le secrétariat de l’épiscopat, et des censeurs furent nommés et chargés de réviser la ligne doctrinale des Cours apostoliques.

#### Conflit avec la hiérarchie catholique et avec le gouvernement
Tandis que de 1956 à 1966, la HOAC se distanciait de l’AC traditionnelle et de la hiérarchie nationale-catholique, les évêques au contraire voulaient une HOAC selon leurs vœux, fondamentalement vouée à la piété, harmonisatrice et disposée à collaborer avec le gouvernement dans la lutte contre l’« apostasie ouvrière ». Des témoignages oraux et des rapports diocésains ayant mis au jour qu’il existait, entre HOAC et ACE générale, deux langages différents, deux mentalités devenues peu à peu irréconciliables, la hiérarchie catholique redoutait que l’action hoaciste ne vienne menacer la symbiose entre Église et régime franquiste.
L’hétérodoxie doctrinale et la pratique d’un type d’apostolat incompatible avec le nouveau projet démocrate chrétien de la hiérarchie ecclésiastique, eurent pour effet que la HOAC fut privée du soutien de l’épiscopat face aux attaques du gouvernement, qui assaillait d’une multitude de doléances les évêques espagnols. Le discours radicalisé de la HOAC risquait de compromettre les relations cordiales et — aux yeux des prélats — bénéfiques entre Église et État franquiste. La HOAC concentrait à son endroit l’ire de ces deux pouvoirs, selon une spirale conflictuelle se déroulant de la fin des années 1950 (1957 marquant le début d’une campagne de presse, incessante et planifiée, de la part du journal Pueblo et des autres organes régionaux du Mouvement national) jusqu’à 1966 au moins. À titre d’exemple, en mai 1960, le document conjoint de la HOAC et de la JOC, intitulé Ante los conflictos laborales (Face aux conflits du travail), valut à leurs dirigeants nationaux une amende de 50 000 pesetas. Le ministre de l’Intérieur Alonso Vega, estimant prouvée la participation de la HOAC aux conflits sociaux des mineurs, adressa à l’épiscopat une série de documents où les mouvements apostoliques étaient accusés de s’être transformés en nid d’infiltrés marxistes, et Franco lui-même, dans un fameux discours le 26 mai 1962, fit une allusion à « notre Église souvent parasitée par l’infiltration de leurs agents ».
Les militants de la HOAC estimaient que la hiérarchie ecclésiastique espagnole trahissait toutes les espérances éveillées par Vatican II, critiquaient vertement le rôle de légitimation joué par l’« Église officielle » en faveur du régime franquiste, sa méconnaissance de la réalité ouvrière, en somme : ils s’élevaient contre le positionnement de l’Église qu’ils jugeaient désincarné, contraire à Vatican II et accentuant le divorce entre Église et classe ouvrière. L’incident auquel donna lieu la célébration du 1er mai à Pampelune en 1963, où se faisaient face Teófilo Pérez Rey et l’archevêque du diocèse Enrique Delgado Gómez, mit une nouvelle fois en évidence l’incompréhension, la fermeture d’esprit et les disparités de langage, qui rendaient impossibles des relations normales avec la hiérarchie. Vatican II avait ouvert davantage encore la brèche entre l’ACE et les évêques, et l’avènement de Paul VI fut froidement accueillie par le gouvernement franquiste. La vie à l’intérieur de l’Église espagnole, marquée par la discorde, se raidissait, et allait aboutir à la crise de l’ACE.
Le gouvernement pouvait se sentir légitimé dans sa répression par l’attitude d’une bonne part de la hiérarchie ecclésiastique ; mais les effets politiques de l’action de la HOAC, en ce qu’elle tendait à délégitimer le système de relations Église-État, sapaient au contraire les assises politiques et sociales du régime, à l’encontre de ce qui, aux yeux de l’épiscopat, devait être la mission d’ACE spécialisée. Dès lors, la réaction de l’épiscopat allait tendre à renforcer le contrôle hiérarchique de la HOAC, en lui retirant une part de son autonomie et en obligeant le Boletín de la HOAC à en passer désormais par la censure de son évêché. L’épiscopat mit aussi en place, à côté de la Commission épiscopale de l’apostolat social, une autre encore, de l’Apostolat laïc, qui prit à sa charge à dater de 1966 tout ce qui concernait l’ACE,.
En 1966, les 131 participants à la Réunion nationale d’études, après avoir analysé Vatican II et précisé toutes ses implications, se rangèrent derrière les postulats les plus avancés et innovateurs de la nouvelle théologie conciliaire, en particulier en ce qui touchait aux relations entre « Église et monde » et à l’activité incombant aux laïcs. La HOAC faisait sien ce qu’il y avait de plus engagé dans Vatican II et misait sur une « Église pauvre aux côtés des pauvres », qui s’engagerait à soutenir les plus défavorisés, et renoncerait aux richesses, aux privilèges et à la compromission avec les pouvoirs temporels. Ils saluaient la valeur prêtée par le Concile à la figure et au rôle du laïc, appelé à participer activement à la mission de l’Église de façon « responsable et cohérente » et de reconfigurer la société en accord avec le dessein de Dieu. La HOAC s’érigeait en structure organisée pour laïcs disposés à assumer leur engagement chrétien dans le monde, à œuvrer à évangéliser la classe ouvrière et à assumer leurs responsabilités dans la société. De la constitution pastorale Gaudium et Spes, dérivée de Vatican II, les hoacistes n’hésitèrent pas à tirer toutes les conséquences pour le cas espagnol, fustigeant l’autoritarisme franquiste et l’Église catholique espagnole, dénonçant la proximité de celle-ci avec les idéologies et les régimes conservateurs et autoritaires, et la requérant de s’engager plus avant dans la défense des pauvres. En outre, le régime politique espagnol était déclaré contraire aux dispositions du Concile lorsqu’il empêchait la libre expression des aspirations politiques du peuple et sa participation aux décisions. La HOAC voyait une connexité entre déchristianisation de la classe ouvrière et fonction de cautionnement jouée par l’Église espagnole, comme alliée des classes supérieures. Les hoacistes se donnaient pour devoir évangélique de dénoncer les situations politiques contraires au dessein de Dieu et d’œuvrer pour un ordre social et naturel plus équitable.

#### Mesures répressives du régime
La mise hors la loi des Commissions ouvrières (CC.OO.) entraîna l’arrestation d’un nombre considérable de militants hoacistes qui s’y étaient engagés, et vint bouleverser la vie de la HOAC. Les grèves dans les Asturies et au Pays basque à partir de 1962 mirent la HOAC, qui se finançait par les cotisations de ses militants, dans une situation économique difficile, puisqu’elle dut non seulement acquitter les amendes infligées par les autorités à quelques-uns de ses militants, mais également faire face à des situations personnelles de militants incarcérés ou simplement licenciés en raison de leur engagement.
La période de plus grande tension dans les relations de la HOAC avec la hiérarchie catholique et les autorités civiles se situe en juin 1962, par la concomitance des mouvements de grève, de l’action des hoacistes sur les lieux de travail, de la déclaration conjointe de la HOAC et de la JOC intitulée Ante los conflictos laborales, et de la dénonciation (fausse), par un journal phalangiste de Murcie, de la présence de la HOAC à la réunion de Munich en juin. C’est au journal Pueblo, organe du syndicat vertical, qu’avait été confiée la mission de soutenir une ligne d’attaque et de dénigrement à l’encontre de la HOAC en insistant sans cesse sur les infiltrations marxistes et sur la présence en son sein d’éléments incontrôlés voués à déclencher des grèves, accusations contre lesquelles la HOAC se sentit obligée à quelques occasions de se défendre publiquement par le biais de son Boletín.
L’un des premiers problèmes qu’eut à affronter Miguel Jordá Tarragó, élu à la présidence de la HOAC en août 1966, résultait de l’application de la nouvelle Loi sur la presse. Promulguée en mars de la même année, cette loi fut à l’origine d’une période de rapports officiels, de fermetures et de saisies de publications, qui allaient contribuer à l’étranglement économique des organes d’information de la HOAC. Dès août 1966, le Boletín fit part à ses lecteurs et abonnés de la rétention de plusieurs numéros par les pouvoirs publics.
Le gouvernement ouvrit une « prison concordataire » à Zamora destinée à accueillir les « curés subversifs », et, après avoir décréte en 1969 l’état d’exception, se mit en devoir de réprimer les mouvements sociaux, dont seront les victimes un grand nombre de militants hoacistes, alors que la HOAC se trouvait de fait dépourvue désormais de la protection de la hiérarchie catholique ; le Tribunal d’ordre public rehaussa les amendes à l’encontre des auteurs de différents articles du Boletín (p. ex., en mai 1968, amende de 50 000 pesetas et saisie des exemplaires du Boletín en raison de deux articles). En 1968 à Santander, le 1er mai se solda par 25 détentions, dont des militants des CC.OO., parmi lesquels nombre de sociétaires de la HOAC et d’autres mouvements apostoliques. Pendant que le clergé contestataire intensifiait ses homélies contre le régime, hébergeait des réunions clandestines et abritait les grévistes, la Commission permanente de la Conférence épiscopale désavouait cette attitude et légitimait l’état d’exception par la voie d’une note publiée en février 1969.
La spirale répressive allait atteindre son apogée entre 1968 et 1972. Les vicissitudes subies par les publications catholiques à la suite de la nouvelle Loi sur la presse (1966) reflétaient la situation post-conciliaire, où hiérarchie ecclésiastique et gouvernement s’étaient mis en collusion aux dépens des collectifs catholiques entrés en opposition ouverte au franquisme.

### Tardofranquisme et phase de reconstruction de la HOAC (1966-1975)

#### Tensions accrues avec l’épiscopat et dissensions internes
Les dix dernières années du régime franquiste constituent une phase cruciale dans l’évolution de la société espagnole, où la progression de la laïcité se manifestait non seulement par une baisse des taux de vocation et de pratique religieuses, mais aussi par la perception de la religion par la population espagnole. Quant à l’« Église officielle » espagnole, elle se refusa, jusque dans les dernières années du régime et en dépit de l’impact de Vatican II, de miser résolument sur un positionnement nouveau au diapason de la culture démocratique et tolérante qui se diffusait alors en Espagne. Le déroulement de Vatican II, accueilli avec enthousiasme par les mouvements spécialisés d’AC, avait suscité au début de l’année 1966 une vive espérance dans le monde catholique, et avait, pour l’Église espagnole en particulier, déterminé un avant et un après. La même année fut marquée par la tenue en juin des 7e Journées nationales d’ACE à Valle de los Caídos et par la subséquente crise au sein de l’ACE, qui affecta l’ensemble du laïcat espagnol. Parallèlement se réunissait la Conférence épiscopale, dont Fernando Quiroga y Palacios assuma la présidence. La Commission épiscopale de l’apostolat laïc (en esp. Comisión Episcopal de Apostolado Seglar, CEAS) était présidée par l’archevêque de Madrid Casimiro Morcillo, qui occupait en même temps la tête de la Direction centrale d’ACE, poste détenu jusque-là par Pla i Deniel. Il s’ensuit que l’épiscopat espagnol avait nommé à ses postes clef des personnes hostiles à la rénovation conciliaire, montrant par là son attachement au modèle de collaboration nationale-catholique, en contradiction avec Vatican II,. En effet, la Commission permanente de la Conférence épiscopale continua d’affirmer la parfaite adéquation du système politique espagnol avec les doctrines conciliaires. L’activité des mouvements spécialisés portant atteinte à la bonne entente entre Église et régime, les évêques n’eurent de cesse qu’ils n’aient jugulé toutes les « déviances » détectées au sein d’ACE. Les reproches de la hiérarchie à l’encontre de l’« actuelle Action catholique » concernaient essentiellement trois aspects : le temporalisme excessif, découlant de l’engagement politique et social des militants ; l’abandon de la paroisse par les mouvements spécialisés ; et l’insubordination vis-à-vis de la hiérarchie, reproche extensible à toute l’ACE.
La crise de l’ACE éclata après que les conclusions des 7e Journées nationales, dont l’objectif était de réviser son action à la lumière de Vatican II, eurent été publiquement réprouvées par l’épiscopat. Parmi les sujets débattus lors de ces journées, on retient en particulier l’exposé défendu par Teófilo Pérez Rey, co-représentant de la HOAC, à propos de l’engagement temporel, dans lequel étaient dénoncés le confusionnisme des rapports Église-État, à la source de l’ingérence du chef de l’État dans la désignation des évêques, ainsi que les structures socio-économiques entravant l’émancipation d’une majorité de citoyens dans un pays qui se réclamait pourtant catholique. La réaction de Casimiro Morcillo consista à interdire la publication de ces conclusions et d’accuser l’ACE d’être antihiérarchique, temporaliste et contraire à la vie paroissiale. S’y ajouta une campagne, menée à l’instigation du même Casimiro Morcillo et de l’évêque de Cuenca José Guerra Campos (es), visant à l’assujettissement, au contrôle, puis au démantèlement de l’AC. Le 29 juin 1966, la Commission permanente de la Conférence épiscopale fit paraître une Instruction pastorale d’urgence, où le contenu de Vatican II était expliqué aux catholiques espagnols et où l’ACE était clairement sommée de cesser son engagement en faveur du changement social et ecclésial.
Les nouveaux statuts de l’AC approuvés par la Conférence épiscopale et rendus publics en juillet 1966 tendaient à museler les mouvements spécialisés, en les assujettissant au contrôle du diocèse, en leur imposant la présence des évêques dans toutes leurs réunions, en paralysant les procédures de vote qui n’auraient pas débouché sur une majorité des deux tiers, et enfin en censurant le contenu (exposés et conclusions) de chacune de leurs réunions. La HOAC dut suspendre la tenue de la 20e Semaine nationale, étant donné son impuissance à garantir pour tous les participants les accréditations nécessaires, l’octroi de celles-ci relevant désormais, selon les nouvelles normes, de leur diocèse respectif. Les 7 et 11 août 1966, la 8e Réunion nationale d’études était autorisée à se tenir, mais devait tolérer la présence de Casimiro Morcillo et de Santiago Corral, dont les pressions allaient se faire sentir tout au long de la procédure d’élection du nouveau président de la HOAC. La hiérarchie ecclésiastique finit par accepter à ce poste Miguel Jordá Tarragó, sur qui s’étaient portées le plus de voix dans le trio proposé.
Un autre sujet de dissension avec la hiérarchie était le projet de fusion des sections féminine (HOACF) et masculine de la HOAC, qui collaboraient de facto comme mouvement mixte depuis 1960. En juin 1966, la réunion plénière, dite Pleno de la Unidad, envoya ses conclusions à la Direction centrale de l’ACE, à quoi celle-ci répliqua ainsi que suit : « Sans préjuger de ce qui à l’avenir sera jugé approprié, la HOAC et la HOACF doivent, en accord avec les normes en vigueur, préserver la dualité et l’autonomie de leurs organisations »,. En réponse, de nombreuses militantes résolurent d’aller faire partie de la HOAC (auparavant masculine), qui devint ainsi un mouvement mixte de fait, sans que pour autant que la HOACF disparaisse.
Au sein même de la HOAC régnait une disparité de points de vue, certains voyant la HOAC comme une « organisation apostolique », d’autres comme « un mouvement » ou comme « une communauté ». Une tentative de synthèse faite en août 1969 aboutit à la définition suivante : « La HOAC est une association de chrétiens ouvriers, apostolique, communautaire et rattachée à la Hiérarchie d’une façon particulière, sans préjudice de son autonomie et de son originalité (double fidélité : au Christ et aux pauvres) ». La hiérarchie catholique ayant cessé d’être le seul centre et les nouveaux statuts de l’ACE n’étant pas conciliaires, la HOAC ne se sentait plus tenue de sacrifier sa liberté et l’efficacité de sa mission à la tutelle hiérarchique.
La 11e Réunion nationale d’études sanctionna l’incapacité de la HOAC à trouver les points de convergence permettant d’éviter la désagrégation. L’arrivée de nombreux jeunes à la HOAC, qui combinaient zèle révolutionnaire et grande inexpérience dans la lutte ouvrière et syndicale, l’influence exercée par les étudiants militants de ZYX, d’allégeance anarchiste et autogestionnaire, et le double militantisme d’un nombre considérable de militants étaient à l’origine d’une multitude de problèmes. La présence de ces courants idéologiques, le changement de génération, et une présence réelle et effective en diminution dans la société espagnole à la suite de la crise de 1969, allait se traduire par une réorientation de l’engagement militant vers des formes et des organisations plus radicales, moins traditionnelles et plus assembléaires.

#### Rupture avec l’épiscopat et crise interne (1966-1969)
La rupture définitive entre hiérarchie catholique et mouvements spécialisés de l’ACE s’amorça en mars 1967. Le communiqué de l’Assemblée plénière sur l’apostolat laïc et sur l’Action catholique de l’épiscopat énonça clairement ce que celui-ci désirait en la matière, et donna par là à voir son esprit centralisateur et unificateur, qui ne pouvait manquer d’achopper au dynamisme d’une AC spécialisée, incarnée dans les différents milieux sociaux. Selon l’épiscopat, le militant laïc de l’ACE devait, une fois élu, admettre que son engagement et son travail soient placés « sous la direction supérieure de cette même Hiérarchie, laquelle par là assume une responsabilité spéciale dans l’action conjointe » ; était également soulignée la double fonction du prêtre, à savoir « celle d’être les représentants ordinaires de l’autorité pastorale de la Hiérarchie, chargés de veiller à la fidélité à la doctrine, à la conception correcte de l’action apostolique et au respect des normes juridiques régulant le fonctionnement de l’association ; et celle d’être dans le même temps les éducateurs surnaturels des sociétaires », ce qui sous-entendait la présence et la supervision du clergé dans les mouvements laïcs. Enfin, l’Assemblée plénière faisait part du souhait des évêques d’un contrôle renforcé sur les publications périodiques de l’ACE, autrement dit mettait en place un organe de surveillance scrutant l’information ainsi que le travail des journalistes, contributeurs et directeurs de journaux.
Après une vague de démissions dans le Comité national d’ACE, la Conférence épiscopale adopta en novembre 1967, sur proposition de la CEAS, de nouvelles normes pour l’AC et pour l’apostolat laïc en Espagne, propres à refonder anachroniquement « une AC unitaire, dans le style des années trente et quarante », et qui entrèrent en vigueur début février 1968. La mise en application des normes épiscopales, qui allait se faire au prix de la révocation presque totale des militants laïcs, était du reste chose impossible sur le terrain occupé par les mouvements de jeunesse, à telle enseigne que la Juventud Agrícola y Rural Católica (JARC) et la Juventud Independiente Católica (JIC) furent dissoutes. En novembre 1967, la Commission nationale de la HOAC adressa une missive à l’épiscopat pour avertir que les relations entre Église et monde ouvrier se trouvaient dans une phase cruciale, et affirmer la nécessité de « susciter en notre patrie un apostolat ouvrier » efficace, « si l’on ne veut pas que les travailleurs soient perdus pour le Christ. Nous croyons de notre devoir de le susciter, parce que la possibilité de le faire existe ».
Après s’être donné le temps de la réflexion, la JOC et la HOAC décidèrent en mars 1968 de rejeter par écrit le nouveau règlement, tout en persistant à rechercher une solution dialoguée qui leur permette de demeurer dans l’AC, mais sans être sous le coup des nouveaux statuts. La crise éclata en 1969, quand la CEAS refusa d’homologuer Francisco Mera Bermejo comme nouveau président élu de la HOAC et requit que soit formé un comité de gestion chargé de constituer une nouvelle Commission nationale. En réaction, une trentaine de militants hoacistes se barricadèrent dans les locaux de la rue Alfonso XI à Madrid, en refusant d’en restituer les clefs. L’ampleur et la profondeur de la crise est illustrée par la démission ou la suspension de la quasi-totalité des laïcs et dirigeants qui avaient été les acteurs de la phase 1960-1966, devant l’impossibilité de défendre désormais la ligne d’AC spécialisée pour laquelle ils avaient œuvré. Ainsi, en avril 1968, 106 dirigeants de l’AC, dont Miguel Jordá, président de la HOAC, remettaient leur démission.
Ensuite, les commissions de la HOAC et de la JOC allaient s’efforcer d’obtenir un statut spécial les déliant des nouveaux statuts, comme seule issue pour pouvoir continuer à agir en tant que mouvements spécialisés dans le monde ouvrier, y compris le maintien du vote pour l’attribution des fonctions dirigeantes, l’autonomie des publications (« avec la liberté de formuler des jugements moraux sur la réalité dans laquelle se déploie la mission d’évangélisation »), le maintien en place de la Commission nationale et de l’Assemblée des présidents, et un canal de communication direct avec les évêques. Finalement, le 25 février 1970, Juan Mairena, secrétaire de la CEAS, communiqua à la HOAC les accords sur l’ACE qui avaient été conclus lors de la 11e Assemblée plénière de la Conférence épiscopale. Par ces accords, un nouveau règlement était approuvé aux termes duquel la HOAC continuait d’être reconnue comme mouvement spécialisé d’ACE et était statutairement affranchie des organes centraux de celle-ci, mais sa subordination directe à la CEAS était réaffirmée, et la séparation entre HOAC masculine et féminine à nouveau proclamée. Seuls donc les mouvements ouvriers, HOAC et JOC, avaient réussi à se maintenir et obtenu, dans le cadre des nouveaux statuts, un traitement juridique spécifique.
Entre-temps, l’attitude des évêques avait eu pour effet de faire péricliter l’ACE, pourtant naguère encore d’une vitalité en hausse : entre 1964 et 1978, l’organisation perdit 95 % de ses membres, et des 500 000 affiliés de 1966, il en restait à peine 15 000 en 1979. La JOC passa de 87 000 membres au début des années 1960 à 800 en 1979, et l’AC féminine, de 150 000 à 11 000,,.
Quelques militants étaient même portés à mettre en cause la validité des organisations apostoliques, pendant que s’accroissaient les tiraillements entre ZYX et HOAC. Le point culminant de la crise interne se situe en août 1969, lors de la 11e Réunion nationale d’études tenue à Pampelune, où un tiers des diocèses manquaient au rendez-vous, où les plus industrialisés parmi eux remettaient tout en question, et où la confusion régnait sur l’identité de la HOAC,. La dissidence ZYX, si elle apportait certes frictions et malentendus, stimula en même temps le processus de reconstruction de la HOAC, garantit la relève, imprima à la HOAC une direction nettement plus engagée politiquement, et concourait à pallier les carences qui empêchaient l’organisation de se profiler à bon droit comme partie intégrante du mouvement ouvrier.

#### Lent revirement de l’épiscopat (1969)
Par suite de la rénovation épiscopale engagée cinq ans auparavant par Paul VI et de la montée en puissance dans l’épiscopat espagnol d’un secteur modéré et aperturista, avec comme figure de proue Vicente Enrique y Tarancón, archevêque de Madrid et président de la Conférence épiscopale en 1972, il se produisit à partir de 1969 un changement de cap dans Église espagnole conduisant à une prise de distance progressive de la hiérarchie catholique vis-à-vis du pouvoir politique, dont les premiers symptômes se firent jour en 1968, lorsqu’en réaction à une nouvelle loi syndicale la Conférence épiscopale publia le document Principios cristianos relativos al sindicalismo, où, tout en validant la faculté pour l’État de restreindre à titre exceptionnel les droits des citoyens et de définir pour des motifs d’intérêt général la structure syndicale du pays, il était aussi insisté sur l’autonomie et la nécessaire représentativité de celle-ci, et sur le devoir d’éviter toute intervention abusive des autorités civiles ; de plus, le document admettait la grève, certes seulement en des cas extrêmes, et à l’exclusion de la grève politique et révolutionnaire. Deux ans plus tard, la Commission épiscopale de l’apostolat social transmettait aux médias le communiqué El Proyecto de Ley Sindical no recoge satisfactoriamente varios principios de la Doctrina Social Católica (littér. Le projet de loi syndicale ne prend pas suffisamment égard aux principes de la doctrine sociale catholique), où était dénoncée l’absence de liberté, d’autonomie et de représentativité syndicales dans ledit projet de loi. En novembre 1972, après la nomination de nouveaux évêques à l’instigation du Vatican, une nouvelle Commission épiscopale de l’apostolat laïc (CEAS) édicta des Orientations pastorales pour l’apostolat laïc, visant, en accord avec la doctrine de Vatican II, à reconstruire et revigorer cet apostolat, en particulier dans le cadre de l’AC, et avalisaient l’existence de l’ACE spécialisée, encore proscrite quelques années auparavant,.
Pourtant, le fossé entre « Église officielle », favorable à un changement progressif et prudent, et « Église parallèle » allait s’approfondir, en raison des lenteurs de l’épiscopat à se moderniser et de la présence dans l’Église espagnole de mouvements et groupes d’opposition politique, tels que Cristianos por el Socialismo, Comunidades Cristianas Populares (CPC), et surtout Comunidades Cristianas de Base, mouvement qui s’était développé entre 1965 et 1969 dans les banlieues ouvrières des grandes villes, qui se composait de militants issus pour la plupart de l’ACE, qui constituait une alternative à la bureaucratie paroissiale et à l’autoritarisme hiérarchique, et qui exerçait une forte influence sur la HOAC.
Quant à la cette dernière, et nonobstant la situation désastreuse dans quelques diocèses (faible vitalité des Centres HOAC, pénurie de militants, inefficacité de recrutement, etc.), la 1re Assemblée générale des militants de 1971 fut l’amorce définitive de sa reconstruction comme organisation. Il y était insisté sur la nécessité d’intensifier les contacts avec la base et sur sa mission de formation de militants chrétiens « fidèles au Christ et aux pauvres », ceux-ci s’incarnant dans la classe ouvrière et plus particulièrement dans le « sous-prolétariat » ; y fut rappelé également que l’objectif principal de l’action engagée restait « la promotion intégrale de la classe ouvrière », et que la lutte du militant devait être sous-tendu par la volonté d’« apporter la lumière évangélique sur les problèmes affectant la classe ouvrière et la société ». La HOAC affirmait l’opportunité de formuler, par la voie de son Boletín et d’autres moyens d’information, des « jugements sur des sujets économiques, politiques et sociaux, en mettant toujours en lumière la vérité et en aidant à construire avec justice », et se proposait de prendre une part active dans les luttes de la classe ouvrière. Afin de conjuguer les postulats politiques du militant avec ses croyances religieuses, il fallait offrir « une formation intégrale, unitaire, laïque et révolutionnaire, tout entière chrétienne », en acceptant les changements survenus dans le monde ouvrier et en concevant une nouvelle théologie apte à relever les défis lancés au christianisme par la culture laïque, plus particulièrement par les sous-cultures ouvrières et révolutionnaires. Lors de la 2e Assemblée générale, réunie en août 1975, la HOAC s’attela à fixer définitivement ses statuts et ses structures de fonctionnement.
Pendant la période de conflits du travail de la décennie 1970, le mouvement ouvrier trouva dans les mouvements spécialisés d’ACE, plus spécialement dans la JOC et la HOAC, à la fois des plateformes privilégiées lui permettant de s’organiser, grâce à l’apport de militants et d’outils de formation et d’organisation, souvent novateurs et assez efficaces, et une pépinière de nouveaux militants concrètement engagés dans la classe ouvrière, mais aussi acteurs dans le mouvement assembléaire. Ce dernier, surgi à partir de 1972, que des hoacistes et des jocistes d’abord, plus tard presque exclusivement des jocistes, contribuaient à faire s’épanouir, répondait à l’idéal d’« émancipation du peuple par le peuple lui-même » et voulait instaurer la démocratie de base, devenir la plateforme unitaire de tous les travailleurs conscientisés et réaffirmer le caractère intégral de la lutte ouvrière. À ce mouvement vinrent aussi se joindre les CC.OO., l’UGT et le PSOE. Sa stratégie consistait à remplacer la représentation syndicale officielle par des commissions représentatives (ou plateformes revendicatives) élues par des assemblées, et à négocier directement avec l’entreprise en court-circuitant l’OSE.

### Transition démocratique
La lutte politique et sociale dans les dernières années du franquisme, et surtout la sortie de la clandestinité de groupes et de militants, au début de la transition démocratique, rendait superfétatoires les fonctions de « suppléance » remplies par les mouvements spécialisés d’ACE sous le franquisme.
La 1re Assemblée générale, réunie en 1973, inaugura une nouvelle phase de reconstruction et de redéfinition de la HOAC, où la tâche principale allait être d’adapter l’organisation à la nouvelle situation socio-politique, passée de la dictature à la démocratie, et à une Église passée du collaborationnisme avec le régime franquiste à une Église de contestation puis de réconciliation, et ce sans renier les constantes ecclésiologiques historiques de la HOAC. La légalisation des partis et syndicats jusque-là clandestins requérait une mise en adéquation de la HOAC à un contexte nouveau qui à maints égards ne répondait pas aux attentes révolutionnaires de beaucoup de dirigeants et militants. Face à l’instauration d’une démocratie de facture bourgeoise qui imposait désormais ses règles du jeu, la HOAC, n’étant ni parti ni syndicat, choisit de rester fidèle à ses propres modes d’action, et s’attacha à rechercher de nouvelles structures d’organisation, à mettre à jour sa formation de nouveaux militants (en plaçant l’accent sur l’analyse sociale comme axe de la formation), et à mettre au point un nouveau modèle d’intervention dans l’espace public,.
En 2012, la HOAC prit position contre la réforme du travail décidée par le gouvernement du Partido Popular de Mariano Rajoy, position qui fut réprouvée par le président de la Conférence épiscopale espagnole, le cardinal Antonio María Rouco Varela.

## Dates importantes
- 27 mai : Jour de l’HOAC.
- 10 juin : Jour d’Action catholique et de l’Apostolat laïc.
- 1er mai : Fête du travail.
- 8 mars : Jour de la femme en emploi.